# Campeonato Mundial de Rally
El Campeonato Mundial de Rally (FIA World Rally Championship en inglés, abreviado WRC) es una competición internacional de rally, organizada por la Federación Internacional del Automóvil, y que se disputa anualmente desde 1973.
El campeonato se compone actualmente de 14 eventos (rallyes) que se disputan en carreteras cerradas al tráfico sobre diversas superficies, que van desde la grava y asfalto al barro, la nieve y el hielo. Cada rally suele tener tres días de duración y se divide de 15 a 25 tramos, que se compiten contrarreloj con largada individual. El ganador de la carrera es quien finaliza la carrera con el menor tiempo acumulado en los tramos cronometrados.
En el Campeonato Mundial de Rally se disputan dos campeonatos: el Campeonato de Pilotos (FIA World Rally Championship for Drivers) y el Campeonato de Constructores (FIA World Rally Championship for Manufacturers), diferentes pero basados en el mismo sistema de puntos, y en el que todas las pruebas son puntuables para ambos certámenes.
A partir de la temporada 2013 este campeonato tiene nuevas categorías, ya que se creó el Campeonato Mundial de Rally 2 (World Rally Championship 2 en inglés o WRC 2), que era el Campeonato Mundial de Rally Super 2000 y al cual se le integró el Grupo N del Campeonato Mundial de Rally de Automóviles de Producción. Adicionalmente, este último cambió de nombre a Campeonato Mundial de Rally 3 (World Rally Championship 3 en inglés o WRC 3) y es solo para automóviles de tracción delantera. Finalmente, la Academia WRC cambió de nombre a Campeonato Mundial Junior (Junior WRC en inglés).
| Campeonatos WRC • WRC 2 Pro • WRC 2 • WRC 3 • JWRC Temporadas y campeones Otros Rallies • Equipos • Pilotos Copilotos • Récords • Puntuación |
| Portal:Rally |

## Historia

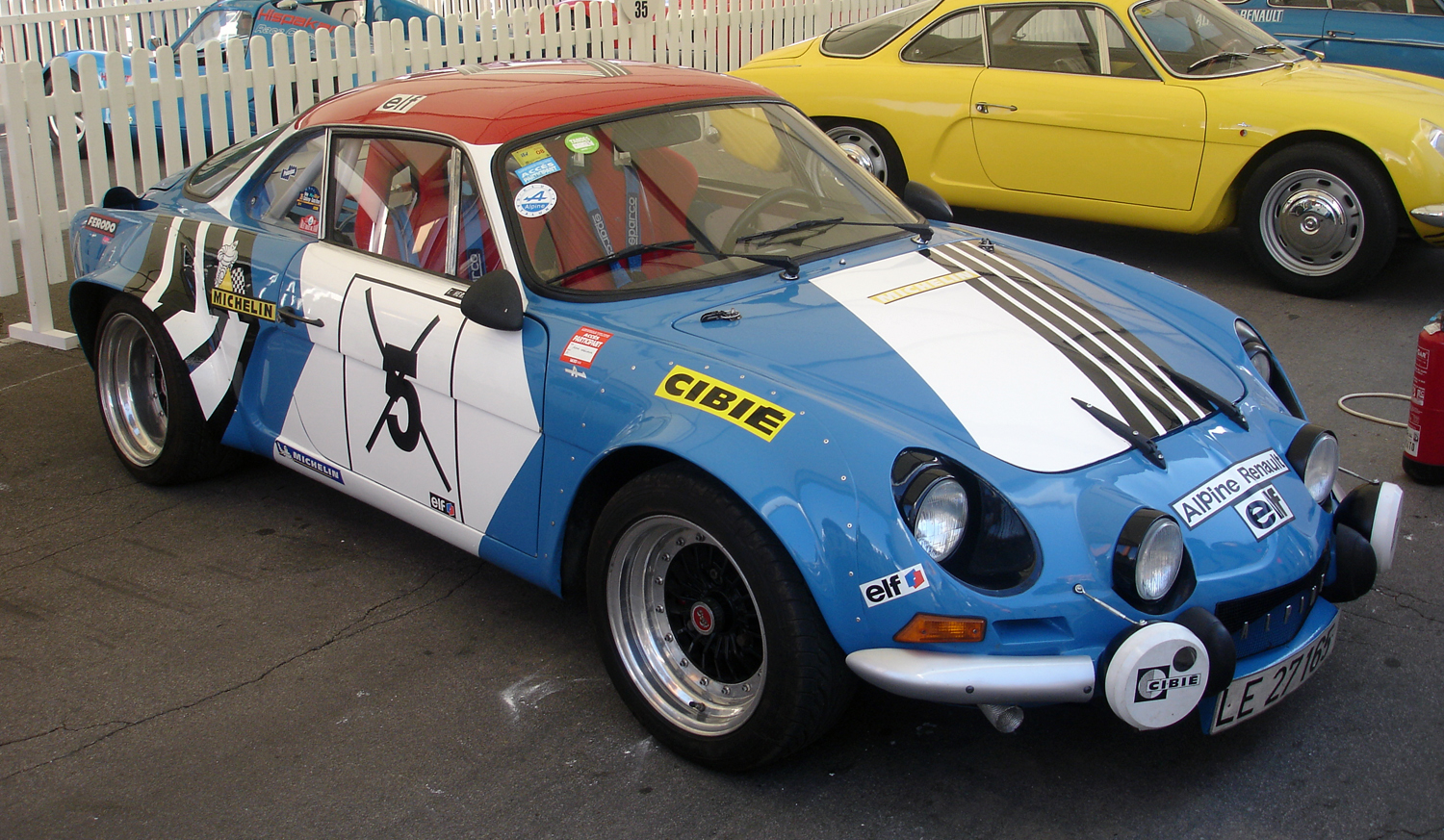
Alpine-Renault A110, primer vehículo en ganar el título de constructores.

El Campeonato Mundial se formó a partir de varios campeonatos que se disputaban a nivel internacional, como el Campeonato de Europa de Rally y el Campeonato Internacional de Marcas. La segunda se celebró de 1970 a 1972 y fue el anticipo de lo que se transformaría luego en el Campeonato Mundial de Rally. Muchas de las pruebas que puntuaban para esos campeonatos formarían parte del Mundial, como el Rally de Montecarlo, Rally RAC, Rally Acrópolis, Rally Safari o el Rally Mil Lagos. 

### Años 1970

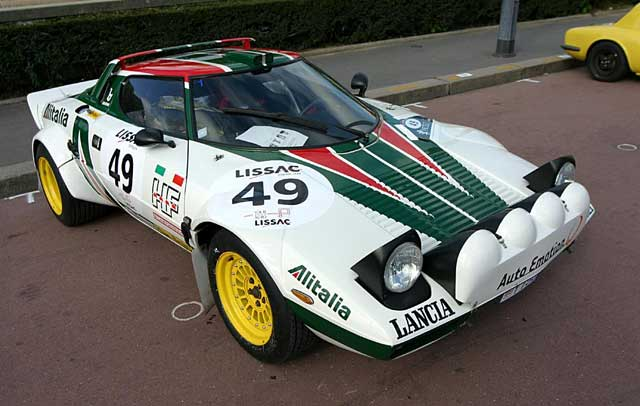
Lancia Stratos HF del Grupo 4.

En 1973 y tras la insistencia de varios jefes de equipo, la FIA otorgó al certamen la categoría de campeonato del mundo por lo que ese año los rallies se convirtieron en una especialidad plenamente reconocida con su propia competición internacional al igual que la F1 o el Mundial de Sport Prototipos. El calendario se aumentó hasta las trece pruebas, diez de ellas en Europa, dos en África y una en América: el Pres son Regardless. Tras haber conseguido el título en 1972 Alpine-Renault afrontó el campeonato con tres pilotos franceses que condujeron el Alpine A 110 1800. Se impusieron en seis pruebas y se llevaron el primer campeonato mundial de marcas muy por delante de sus rivales, como Fiat y Ford que fueron segunda y tercera. Sin un campeonato de pilotos que no llegaría hasta 1979 el hombre más destacado fue Jean-Luc Thérier. En 1974 con la retirada de Alpine, Fiat se mostró como el candidato a sucederla pero, y a pesar del buen inicio de temporada con el 124 Spider, la irrupción del Lancia Stratos dieron al traste con las expectativas y el título fue a parar para la marca hermana. Con un calendario de solo ocho pruebas debido a la cancelación de dos de ellas, Sandro Munari venció con el Stratos en San Remo y Rideau Lakes, mientras que Jean-Claude Andruet lo hizo en Córcega, victorias que permitieron a Lancia hacerse con su primer título mundial. Al año siguiente Fiat y Lancia volvieron a enfrentarse aunque a partir de la segunda ronda el grupo decidió que la segunda sería la que lucharía por revalidar el título por lo que los Fiat actuaron de comparsa. El Lancia Stratos volvió a ser el protagonista que venció en manos de Munari, Waldegard y Bernard Darniche en cuatro pruebas. En cuanto al resto de marcas, Fiat solo venció en Portugal pero fue subcampeona y el resto solo acudieron a las pruebas que más le favorecían. En 1976 Lancia volvió a dominar la temporada. Sin rivales serios (solo Opel que fue segunda siguió asiduamente el mundial) y a pesar de los problemas que sufrió a media temporada, se impuso con el Stratos en cuatro de las diez citas del calendario y se adjudicó su tercera corona mundial. Tras haber logrado tres títulos Lancia decidió retirarse y ceder el sitio a Fiat que afrontó el mundial con el 131 Abarth para centrarse en el campeonato de Europa. Ese año se vivió por primera vez un verdadero duelo entre dos marcas, la citada Fiat y la británica Ford que afrontó un programa más ambicioso que en otros años. El calendario de once pruebas contó con la novedad del Rally de Nueva Zelanda, por lo que por primera vez una prueba de Oceanía lograba el estatus mundial. Como siempre la temporada se abría con el Montecarlo donde venció el Stratos de Munari. Luego lo hizo el Saab 99 de Blomqvist en Suecia y a partir de ahí Fiat y Ford se fueron alternando las victorias. La marca italiana se llevó cinco y su rival cuatro y se coronó campeona del mundo por solo cuatro puntos de ventaja. Al año siguiente Fiat repitió título, cuando Ford decidió presentarse solo a algunas pruebas y el resto de marcas tampoco ejercieron verdadera competencia. Tras un mal inicio de temporada la marca italiana se adjudicó cinco victorias y de paso otorgó la Copa FIA a Markku Alén. En 1979 se disputó por primera vez el campeonato del mundo de pilotos. Los principales pilotos que pelearon por el título fueron el sueco Bjorn Waldegard y el finés Hannu Mikkola que se enfrentaron a lo largo del año tanto como compañeros como rivales. El primero se adjudicó solo dos victorias frente a las tres de su rival pero con mayor regularidad se coronó campeón por un solo punto de diferencia. Por su parte las marcas no mostraron gran interés por el campeonato de constructores que se adjudicó Ford.

### Años 1980

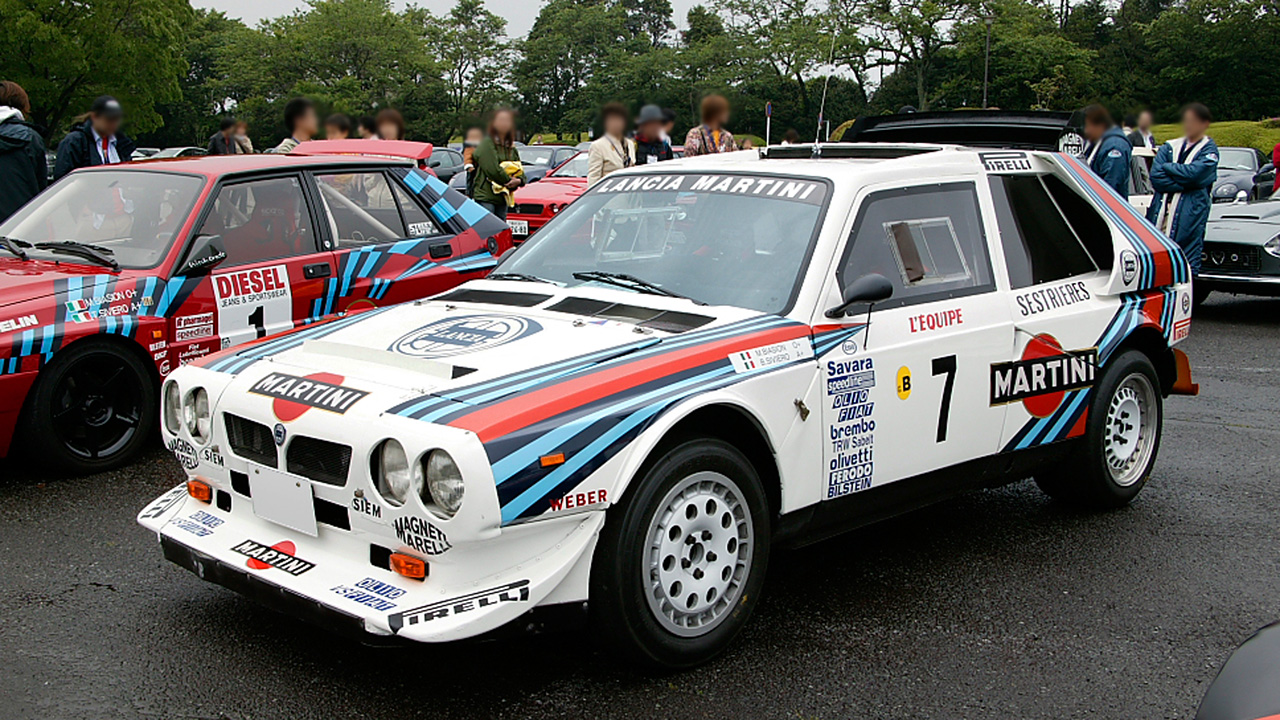
Lancia Delta S4 de Grupo B.

En 1980 Fiat regresó al mundial, Ford cerró el equipo oficial y el resto de marcas como Opel, Datsun o Talbot mostraron síntomas de mejoras pero no fueron contratiempos para que la marca italiana se adjudicara su tercer título. En el campeonato de pilotos el alemán Walter Röhrl con cuatro victorias a bordo del Fiat 131 Abarth, se llevó el título sin problemas, donde ningún rival le opuso demasiada resistencia. El alemán se quedó sin equipo al año siguiente y el finés Ari Vatanen con el Ford Escort RS 1800 se enfrentó al Talbot Sunbeam de Guy Fréquelin por el título de pilotos que se acabó adjudicando. Con todo, Talbot se llevó el campeonato de marcas en un año donde debutó el Audi Quattro, el primer vehículo de tracción a las cuatro ruedas que, a pesar de los problemas de fiabilidad que tuvo, se adjudicó tres victorias. Al año siguiente los dos pilotos mejor clasificados se quedaron sin programa y permitió que Röhrl, que firmó con Opel, disputar el campeonato y coronarse bicampeón del mundo. En frente tuvo a la francesa Michèle Mouton, la primera mujer en ganar una carrera del mundial que logró el subcampeonato con el Audi Quattro y dio a Audi su primer título de marcas. Ese año además el campeonato vio nacer una categoría que marcaría un antes y un después en la historia de los rallies: el grupo B. 1983 supuso el cambio definitivo de los vehículos a la nueva categoría y fue el primer año en el que estos demostraron su potencial. Audi dispuso de su ya conocido Quattro y Lancia hizo debutar al Lancia 037. Ambos coches se repartieron la mayoría de las victorias y el título de marcas fue a parar a Lancia aunque por muy poca ventaja sobre Audi. En el apartado de pilotos, Hannu Mikkola con cuatro victorias se adjudicó el título y el alemán Röhrl fue subcampeón. Al año siguiente de nuevo el campeonato se convirtió en una lucha entre Lancia y Audi, en esta ocasión a favor de la segunda que se impuso en ocho de las doce pruebas. El piloto ganador fue Stig Blomqvist y su compañero Mikkola segundo. La sorpresa sin embargo fue el debut del Peugeot 205 Turbo 16 que dominaría las dos temporadas siguientes. En 1985 Peugeot dominó la temporada y consiguió siete victorias además de su primer título de marcas. Vatanen con un buen inicio de temporada era el candidato al título pero un accidente en Argentina permitió que su compañero Timo Salonen tomara el relevo y se adjudicó el certamen de pilotos. Audi presentó la última evolución del Quattro y Lancia sustituyó el 037 por el Lancia Delta S4 que debutó con victoria. 1986 supuso uno de los peores años en la historia del campeonato. De seis equipos oficiales solo dos terminaron el campeonato debido a una serie de accidentes donde perdieron la vida varios espectadores en Portugal y el piloto Henri Toivonen en el Rally de Córcega. Todo esto provocó la prohibición de los grupo B para el año siguiente. Peugeot se llevó el título y Juha Kankkunen su primer mundial en un año además rodeado de polémica por la anulación de los resultados del Rally de San Remo que supuso que Markku Alén perdiera el título de pilotos, que a priori tenía ganado. En 1987 la normativa cambió radicalmente el panorama de los rallies, los grupo A se erigieron como los sustituto de los grupo B y supuso que muchos coches con soluciones diferentes se vieran las caras. La marca que mejor supo interpretar la normativa fue Lancia que con el Delta HF 4WD de tracción a las cuatro ruedas y motor turbo se impuso en la mayoría de las pruebas y se adjudicó el título de marcas con amplia ventaja sobre sus rivales. Por su parte Juha Kankkunen se llevó su segunda corona escoltado en la clasificación por sus compañeros Massimo Biasion y Markku Alén, segundo y tercero respectivamente. Al año siguiente debido a su superioridad ninguna marca hizo frente a Lancia que de nuevo se coronó campeona y sus pilotos Biasion y Alén se disputaron el título con triunfo para el primero. En 1989 de nuevo Lancia y Biasion se llevaron los títulos en un año en el que Toyota presentó el Toyota Celica 4WD con victoria y Mitsubishi el Galant también con victoria pero que no sirvió para impedir el triunfo de los italianos.

### Años 1990
Los primeros años de la década de los 90 fueron un duelo entre Toyota y Lancia. Kankkunen regresó al equipo italiano y Sainz se quedó como jefe de filas en el equipo nipón reforzado con la presencia de Michael Ericsson y el joven Armin Schwarz. Una vez el español logró su primera victoria en el mundial, el Acrópolis, encajó la segunda parte de la temporada casi sin oposición hacia el título. Lancia terminó con sus tres pilotos por detrás de Sainz lo que le permitió sumar otro título de marcas. Al año siguiente el duelo vivido entre Sainz y Kankkunen se repitió pero esta vez con resultado opuesto. A pesar de iniciar el año con cinco victorias en ocho pruebas, Sainz realizó una segunda mitad más discreta y dejó vía libre a Kankkunen para que sumara su tercer título de pilotos. Los malos resultados de Toyota propiciaron otro título de marcas para la escudería italiana. Ese año solo Mitsubishi consiguió con dos victorias, robar algo de protagonismo a Toyota y Lancia. En 1992 la FIA introdujo algunos cambios en el reglamento e impuso que cada piloto podía participar sólo en diez pruebas del calendario. Esto produjo cierta falta de enfrentamientos entre los favoritos y por otro lado una paradoja: Didier Auriol que estableció con seis victorias el récord en una misma temporada hasta esa fecha, solo pudo ser tercero. Sainz, que fue más regular que sus rivales se coronó campeón del mundo por segunda vez y Lancia se llevó su décimo título gracias a los buenos resultados de sus pilotos. 1993 fue un año de nuevos cambios. Se restringió de nuevo el límite de participaciones para las marcas, con un máximo de diez pruebas, de las cuales tres debían ser fuera de Europa y solamente se tendrían en cuenta las ocho mejores para el cómputo final. También se introdujeron cambios en el aspecto técnico, se vio nacer la Copa FIA para coches de dos ruedas motrices y el debut del Ford Escort RS Cosworth y del Mitsubishi Lancer Evo. Tras la retirada del equipo oficial Lancia, el relevo lo tomó la escudería privada Jolly Club con medios y evoluciones muy limitados, alejándose de los primeros puestos y quedando tan solo en el quinto puesto del mundial sin haber conseguido ninguna victoria. Por primera vez Toyota se hizo con el doblete: mundial de pilotos para Kankkunen, que sumó su cuarto título, el primer hombre en lograrlo, y mundial de constructores. Otro protagonista ese año fue el francés François Delecour que además de terminar segundo, dio al Escort tres de las cuatro victorias que sumó ese año. En 1994 se introdujo un calendario rotativo que duraría tres años y dejaría por primera vez fuera del certamen a pruebas míticas como el Montecarlo o el Rally RAC. Como principales equipos Toyota mantuvo a Kankkunen y a Auriol, Ford a Delecour y a Biasion mientras que Subaru con Colin McRae fichó a Sainz. El título de pilotos se lo disputaron Auriol, a la postre campeón, Sainz y Kankkunen. El título de marcas fue de nuevo para Toyota que se impuso en cinco rallies de diez.

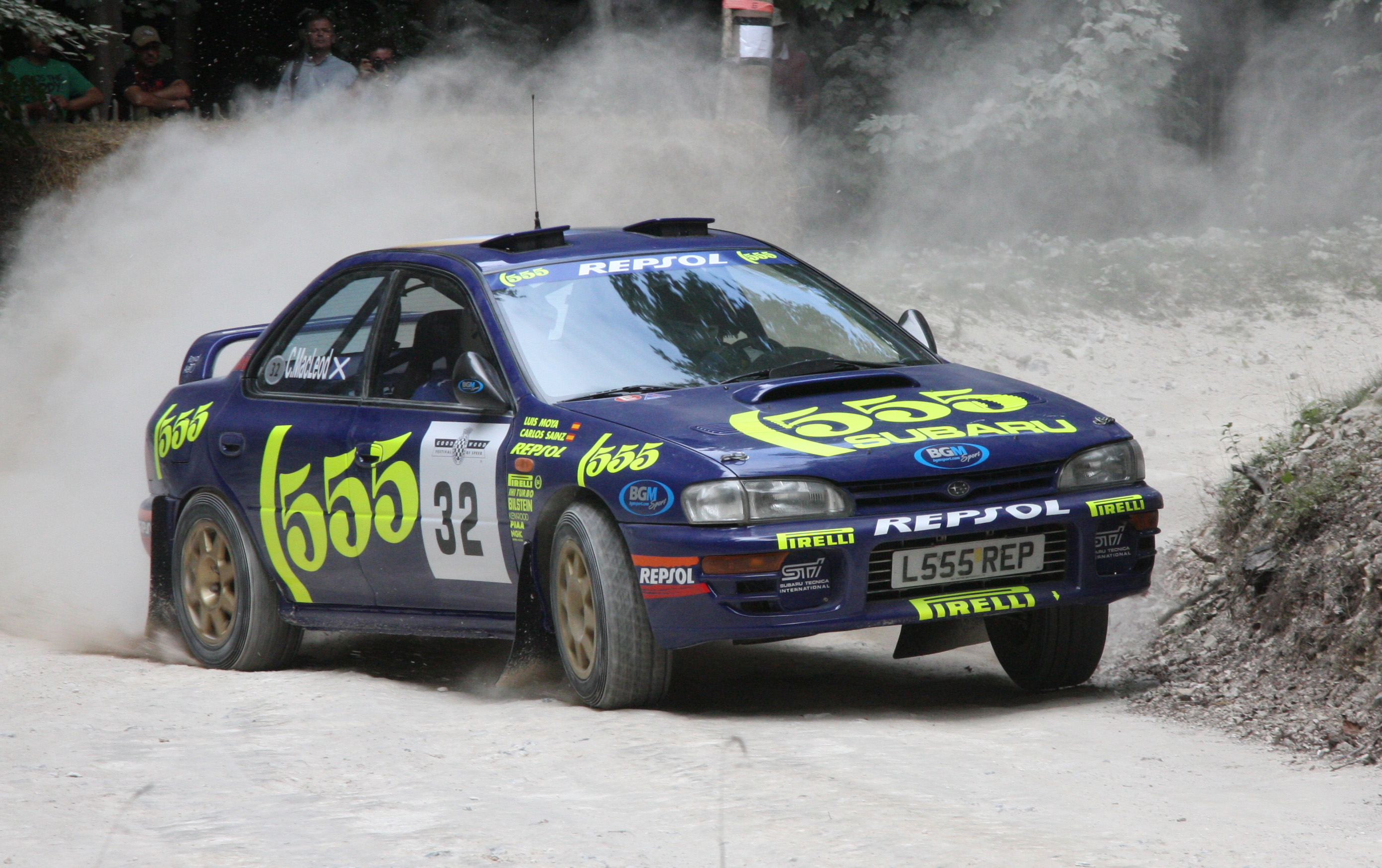
Subaru Impreza 555 de grupo A.

1995 fue un año de grandes cambios reglamentarios. La FIA redujo el calendario a solo ocho pruebas, en pro de la reducción de costes, además de instaurar una distancia mínima de 50 a 60 km entre asistencias. También se limitó a tres el límite de pasadas a los tramos durante los reconocimientos y en el aspecto técnico se redujo el tamaño de la brida de admisión del turbo de 38 a 34 mm además de prohibir los neumáticos lisos (slicks). En los equipos oficiales apenas hubo movimientos, salvo en Mitsubishi que contó con Tommi Mäkinen que acompañó a Eriksson y a Andrea Aghini. Subaru con Sainz y McRae dominaron la temporada y se adjudicaron la victoria en cinco de las ocho pruebas además de hacerse con las tres plazas del podio en Cataluña y el RAC. En España precisamente se vivió el escándalo del año: Toyota fue excluida por una manipulación en los turbo y posteriormente la FIA decidió sancionar a la marca anulando todos sus puntos en ambas clasificaciones y le prohibió la participación en 1996. El mundial de marcas fue para Subaru y el de pilotos fue para McRae que se enfrentó a su propio compañero hasta la última prueba. En 1996 Subaru se mostró a priori como favorita a llevarse ambos títulos, sin embargo, Mäkinen que corrió solo en el equipo se adjudicó cinco victorias de nueve que constaba el calendario a bordo de su Lancer Evo III. Por su parte, Subaru que sumó tres victorias se llevó el título de marcas con amplia ventaja sobre sus rivales. Los pilotos de Toyota corrieron todo el año como privados salvo Sainz que fichó por Ford y se adjudicó la única victoria en la única prueba donde las marcas japonesas no superaron al resto.

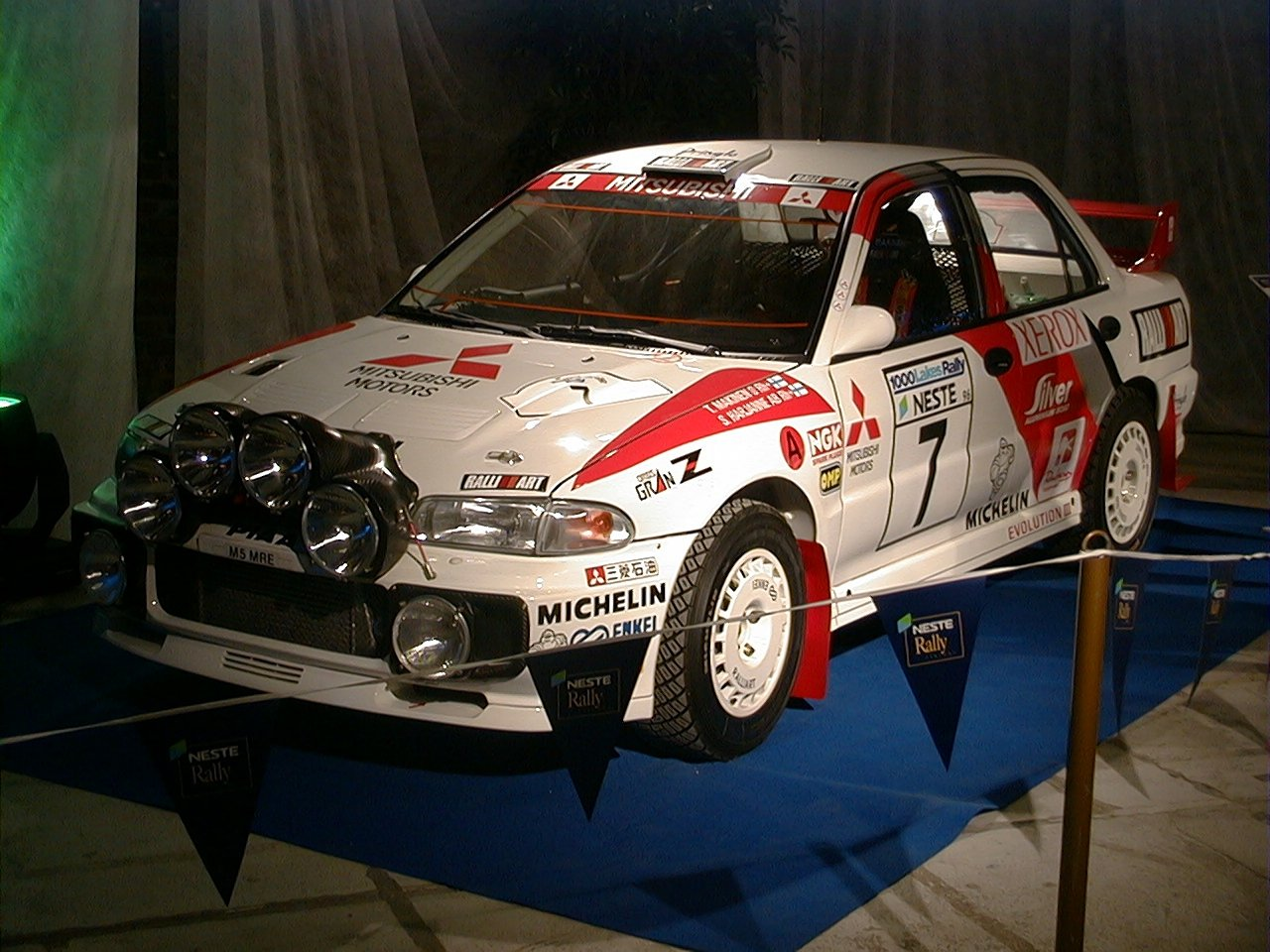
Tommi Mäkinen dominó las temporadas de 1996 a 1999 con cuatro versiones del Mitsubishi Lancer Evo: Evo III, Evo IV, Evo V y Evo VI.

Tras tres años de calendario rotativo, en 1997 se pasó de golpe de ocho a catorce pruebas, aunque el kilometraje de las mismas se redujo significativamente. También se impuso el mismo sistema de puntuación que en la Fórmula 1, se redujeron el número de tramos, los días de entrenamientos y se obligó a escoger por una única superficie en cada prueba. Pero el gran cambio fue la llegada de una nueva categoría: los World Rally Car. Ford y Subaru desarrollaron sus coches sobre la base de esta normativa mientras que Mitsubishi prefirió seguir evolucionando su Lancer Evo de grupo A y Toyota presentó a mitad de temporada el Corolla WRC. A pesar del buen arranque de temporada de Subaru con tres victorias consecutivas, Mäkinen volvió a imponerse con cuatro victorias y gracias a su regularidad se proclamó campeón del mundo por segunda vez. El mundial de marcas fue para Subaru y el campeonato de F2 para Seat. En 1998 apenas hubo cambios en la reglamentación. Destacó la vuelta de Toyota con Sainz y Auriol formando equipo, mientras que en Subaru contaban con McRae, Piero Liatti y Erikkson; y Mitsubishi con Mäkinen y Richard Burns. Los más regulares fueron Sainz y Mäkinen, especialmente este último que se anotó tres victorias en las últimas cuatro pruebas, que llegaron a la última cita del calendario con el título en juego. El abandono temprano del finés daba el título al de Toyota pero a solo 500 m de la meta el Corolla dijo basta y el de Mitsubishi se proclamó por tercer año consecutivo campeón del mundo. La marca japonesa también se llevó el campeonato de marcas en parte gracias también a los puntos obtenidos por Burns que logró dos victorias. Ese año en las citas de asfalto los Kit Car protagonizaron las carreras y a punto estuvieron de vencer frente a los, en teoría superiores, World Rally Car. Destacó en especial el segundo puesto de Delecour en Córcega con el Peugeot 306 Maxi. 1999 supuso el asentamiento definitivo para la normativa de los World Rally Car. Llegaron tres nuevas marcas, SEAT, Škoda y Peugeot mientras que Ford presentó el Ford Focus WRC. Entre los movimientos de los equipos destacó el fichaje de Freddy Loix por Mitsubishi, sustituyendo a Burns que se fue a Subaru ocupando el sitio de McRae contratado por Ford. Mäkinen a pesar de seguir compitiendo con el Lancer del grupo A demostró su superioridad y se impuso en las dos primeras citas, luego McRae hizo lo mismo con el Focus y se adjudicó las dos primeras victorias para el Focus. Luego llegó la sorpresa. En las dos citas de asfalto siguientes los Kit Car se mostraron superiores a sus rivales y se llevaron la victoria, aunque ambas fueron para el Citroën Xsara Kit Car pilotado por Philippe Bugalski. Además en la segunda cita el francés estuvo acompañado por su compañero de equipo Jesús Puras en el podio. Luego le llegó el turno a Subaru que sumó los dos primeros triunfos del año. En la recta final del campeonato Mäkinen lideraba el mundial y en San Remo sumó su cuarta victoria del año y de paso su dejó casi sentenciado su cuarto título. En esa misma prueba el Peugeot 206 WRC de Panizzi sumó su primer podio. No fue hasta la cita australiana donde se decidieron los campeones, Mäkinen el de pilotos con su tercera plaza y Toyota el de marcas gracias al podio de Sainz.

### Años 2000

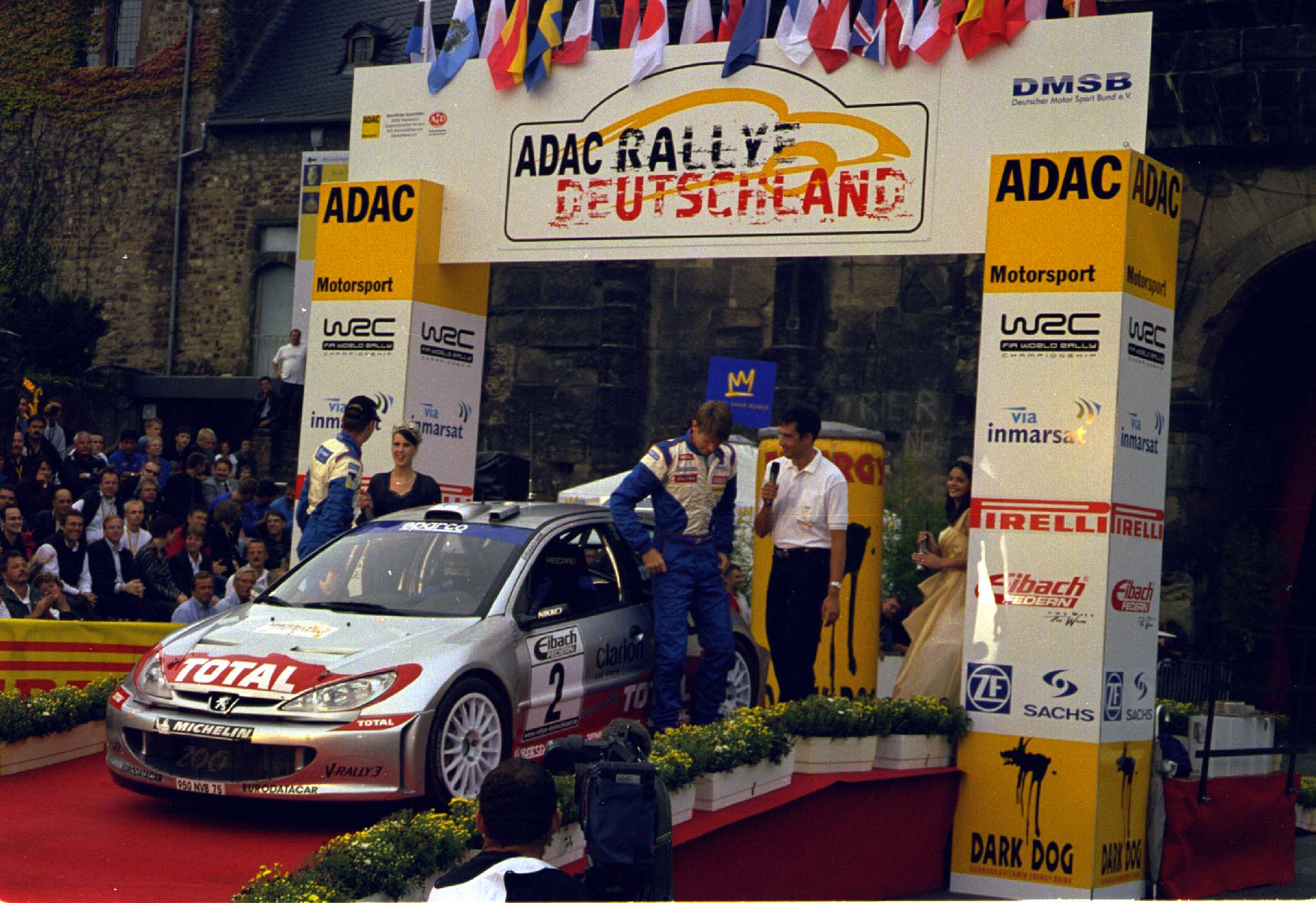
El finés Marcus Grönholm dominó las temporadas 2000 y 2002 con el Peugeot 206 WRC.

En la temporada 2000 entre las principales novedades fue el abandono de Toyota, lo que provocó que Sainz se fuese a Ford y Auriol a SEAT, mientras que Peugeot con el Peugeot 206 WRC afrontó su primer año completo, al igual que Skoda y a partir de la segunda cita también se incorporó Hyundai con el Hyundai Accent WRC. El año se presentó con varios candidatos al título, Burns, Sainz, McRae y el propio Mäkinen aunque que a pesar de iniciar el año con una victoria, realizó un año regular y solo pudo ser quinto. Fueron finalmente Grönholm y Burns, con tres victorias el primero y cuatro el segundo, los que llegaron a la última cita del mundial en la pelea por el título, que finalmente fue para el finés de Peugeot. La marca francesa se adjudicó también el campeonato de marcas, por delante de Ford que falló en el último momento y además demostró su superioridad en asfalto al realizar dos dobletes con Panizzi y Delecour, en Córcega y San Remo. En 2001 Peugeot incorporó de manera ocasional a Auriol y a Rovanpera. Markko Märtin sustituyó a Kankkunen en Subaru donde también formó equipo el noruego Petter Solberg. La gran ausencia fue la de SEAT que en el último momento abandonó el mundial cuando preparaba la versión WRC del SEAT León. Esa temporada se caracterizó por los altibajos de la mayoría de pilotos, primero fue Mäkinen, luego McRae, más tarde Peugeot volvió a dominar las citas de asfalto, aunque en Córcega se vio doblegado por el Citroën Xsara WRC de Jesús Puras y finalmente Richard Burns que con tan solo una victoria en todo el año, Nueva Zelanda, y su regularidad se llevó el título de pilotos, por solo dos puntos de ventaja, que se decidió de nuevo en la última prueba. El campeonato de marcas fue para Peugeot, que sumó su cuarto título. Ese año se introdujo el Campeonato Super 1600 que posteriormente pasaría a llamarse Campeonato Mundial de Rally Junior y serviría para apoyar y lanzar a las jóvenes promesas. El mundial de 2002 trajo muchos cambios en los equipos. Burns se fue para Peugeot como acompañante de Grönholm. Mäkinen dejaba su equipo por Subaru, mientras que Mitsubishi contrató a Delecour y a Alister McRae para desarrollar el Mitsubishi Lancer WRC. Por su parte Hyundai contó con Freddy Loix y Martin se fue a Ford. Mäkinen inició el año con victoria, a pesar del cambio de equipo, pero luego los 206 WRC volvieron a mostrar su hegemonía y vencieron en las cuatro siguientes citas. Luego Ford se mostró fuerte en las citas de verano. Sin embargo tras la victoria en Finlandia, Grönholm se mostró intratable y no se bajó del podio en las siguientes cuatro citas. En Nueva Zelanda Peugeot con doblete sentenció ambos títulos y finalizó el año con amplia ventaja con respecto a sus rivales. En 2003 Citroën afrontó su primer año completo en el mundial. Además del habitual Loeb, fichó a McRae y Carlos Sainz que abandonaron Ford donde contaron con Martin y François Duval. En el resto de equipos apenas hubo cambios, salvo el de Mitsubishi que se tomó un año de descanso para desarrollar el Lancer WRC. También hubo cambios reglamentarios que se modificó el sistema de puntuación que atribuyó puntos a los ocho primeros. Citroën y Peugeot, que pertenecían a la misma casa comercial, protagonizaron varios duelos a lo largo del año. El inicio de Citroën no pudo ser mejor y colocó a sus tres pilotos en el podio y posteriormente sumó tres victorias más lo que le permitió conquistar su primer título de constructores. Peugeot fue subcampeón pero el título de pilotos no se lo llevó ningún piloto de ambos equipos sino para Petter Solberg que con cuatro triunfos, uno de ellos en la última prueba, el RAC donde se decidió el título, sumó el que sería el último campeonato para Subaru.

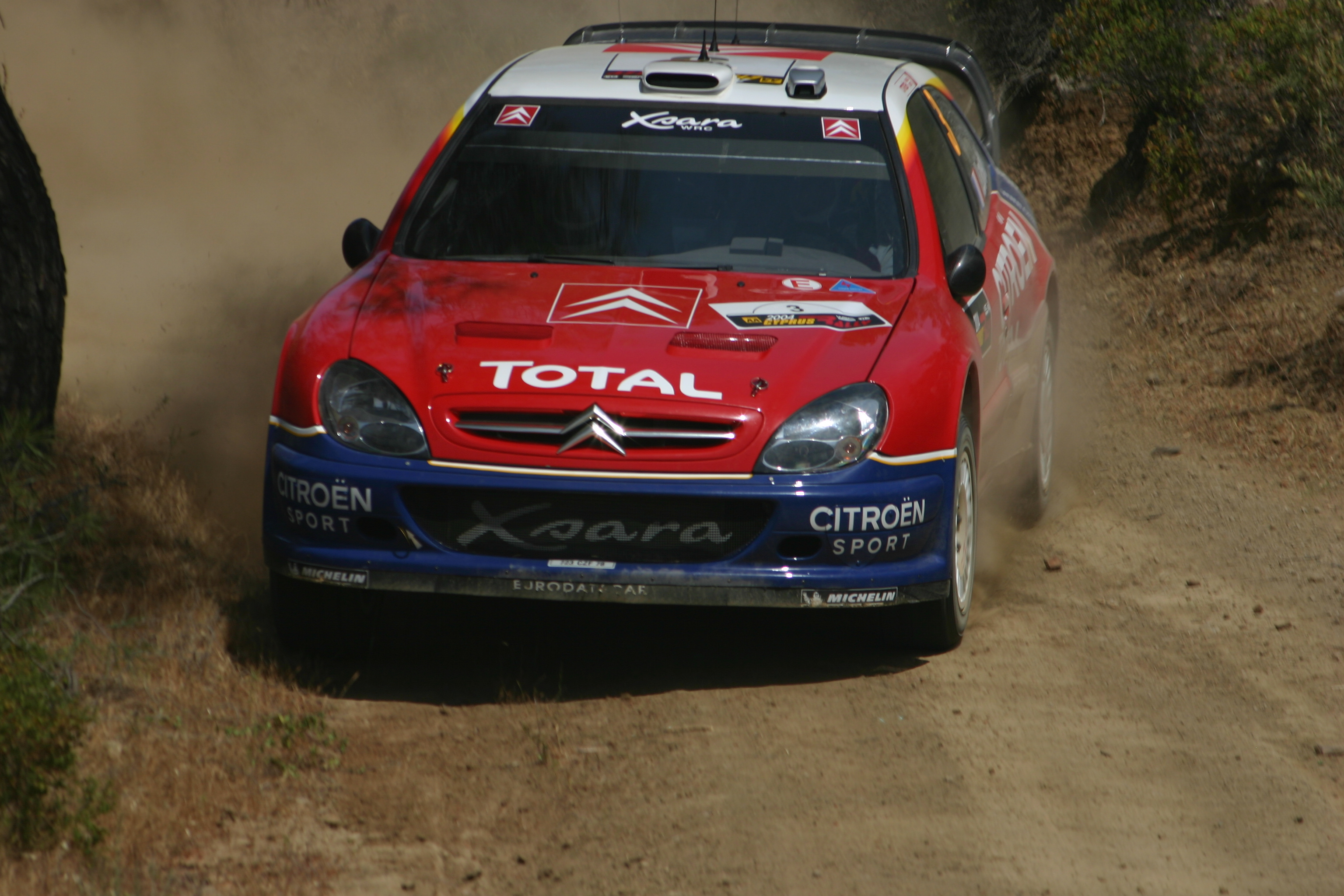
El francés Sébastien Loeb obtuvo con Citroën nueve títulos consecutivos en 2004 y 2012. En la imagen con el Citroën Xsara WRC en 2004.

En 2004 todas las marcas limitaron a dos el número de pilotos por lo que algunos se quedaron sin equipo. Citroën mantuvo a Loeb y a Sainz, Ford a Märtin y a Duval, Subaru a Solberg y fichó a Hirvonen mientras que Peugeot se quedó con Gronholm y con Freddy Loix que hicieron debutar el Peugeot 307 WRC. Fue también el regreso de Mitsubishi con Panizzi y Gigi Galli. Loeb fue el protagonista ese año que con cinco victorias, que acumuló gran ventaja en la primera parte del campeonato y luego se limitó a gestionar su posición. A pesar de los ataques de Solberg y Martin, que sumaron ambos siete triunfos, no pudieron evitar el triunfo de Citroën que se llevó su segundo título de marcas y el primero de pilotos. En 2005 los cambios más significativos en cuanto a los equipos fueron la marcha de Sainz, aunque luego disputó dos pruebas, sitio que ocupó Duval. El equipo Citroën contó con un segundo equipo dirigido por la equipación belga Kronos donde participaron Manfred Stohl y Xavi Pons. En Ford el sitio de Duval lo ocupó Roman Kresta para hacer equipo con Toni Gardenmeister. La marca americana también contó con un equipo satélite donde varios Focus semioficiales fueron pilotados por Dani Solà, Mikko Hirvonen o Anthony Warmbold. Subaru fichó a Stephane Sarrazin y a Cris Atkinson, Mitsubishi a Harri Rovanpera donde acompañó a Galli. Por último Skoda dispuso de Armin Schwarz y la aparición esporádica de diversos pilotos entre los que destacó el regreso de McRae. El campeonato fue enteramente dominado por Loeb que sumó un total de diez victorias sobre dieciséis de las que constaba el calendario. Batió el récord de pruebas en una temporada y además se impuso en todos los tramos del Rally de Córcega, algo nunca hecho antes por ningún piloto en el campeonato del mundo. A pesar de la solvencia de Solberg y Grönholm que sumaron entre los dos cinco victorias, terminaron ambos a más de 56 puntos del francés. Citroën se llevó otro título de marcas en un año marcado por la tragedia, en el Rally de Gran Bretaña el copiloto de Märtin, Michael Park, perdió la vida tras un accidente en los tramos galos con el Peugeot 307 WRC. La temporada 2006 arrancó con grandes cambios en el campeonato. Mitsubishi y Skoda abandonaron el mundial y Citroën en conjunto con Peugeot también lo hicieron, en protesta por los elevados costes, aunque los pilotos de la primera siguieron compitiendo bajo los colores del equipo Kronos. Loeb y Pons fueron los encargados de pilotar los Xsara WRC al que se sumó otro español Dani Sordo. Por su parte Ford fichó a Marcus Grönholm que con Hirvonen hicieron debutar la segunda generación del Focus WRC mientras que Martin abandonó su carrera tras el accidente el año anterior. Por primera vez la FIA permitió que los equipos privados participaran el campeonato de constructores por lo que compitieron junto a las marcas oficiales, varios Skoda Fabia WRC, Peugeot 307 WRC y Ford Focus WRC privados conducidos por diversos pilotos. En los cambios reglamentarios destacó la prohibición de los diferenciales electrónicos (aunque solo para los vehículos oficiales) y se mantuvo la fórmula de SuperRally. Marcus Grönholm que corría su primer año con Ford mantuvo una dura lucha con Loeb, y se fueron repartiendo las victorias a lo largo del año. Grönholm venció en las dos primeras citas pero luego el francés se llevó las cinco siguientes. El de Ford consiguió sumar dos triunfos más (Acrópolis y Finlandia) pero tras la disputa del Rally de Chipre donde ganó Loeb, éste sufrió un accidente en bicicleta que le impidió correr el resto del año. Esto dejaba a Grönholm con la posibilidad de llevarse el título si conseguía tres victorias y un tercer puesto en las cuatro citas restantes. El finés cumplió en su primera prueba, Turquía, donde venció, pero en Australia arrancó una rueda de su Focus y solo pudo ser quinto, lo que le dio matemáticamente el campeonato a Loeb que se vio como se proclamaba campeón desde su casa. Pese a todo, los de Ford lograron sumar dos victorias más y adjudicarse el campeonato de marcas. En 2007 supuso el regreso de Citroën que formó equipo con Loeb y Sordo a los mandos ambos del nuevo Citroën C4 WRC. El resto de equipos se mantuvieron sin cambios aunque Ford contó con un segundo equipo satélite, al habitual Stobard se sumó el Munchi’s del argentino Luis Pérez-Companc. El campeonato se convirtió por segundo año en un duelo cerrado entre Loeb y Grönholm que se llevaron todas las victorias, salvo tres, las de Hirvonen que ganó en Noruega, Japón y Gales. Tras un intenso año ambos pilotos llegaron a Japón, donde solo restaban tres pruebas por disputarse. El de Ford que lideraba el campeonato con una ventaja de cuatro puntos pero no pudo aprovechar la salida de su rival y ambos terminaron abandonando. En la siguiente prueba, Irlanda, Loeb dejó casi sentenciado el mundial. Grönholm que había anunciado su retirada para final de año cometió un error en la prueba irlandesa al salirse en una curva sin aparente dificultad y chocó con un muro que lo obligó a abandonar. La victoria fue para Loeb que con el tercer puesto en Gales le bastó para proclamarse campeón por cuarta vez. Los buenos resultados a lo largo del año permitieron a Ford llevarse su segundo título de marcas consecutivo.

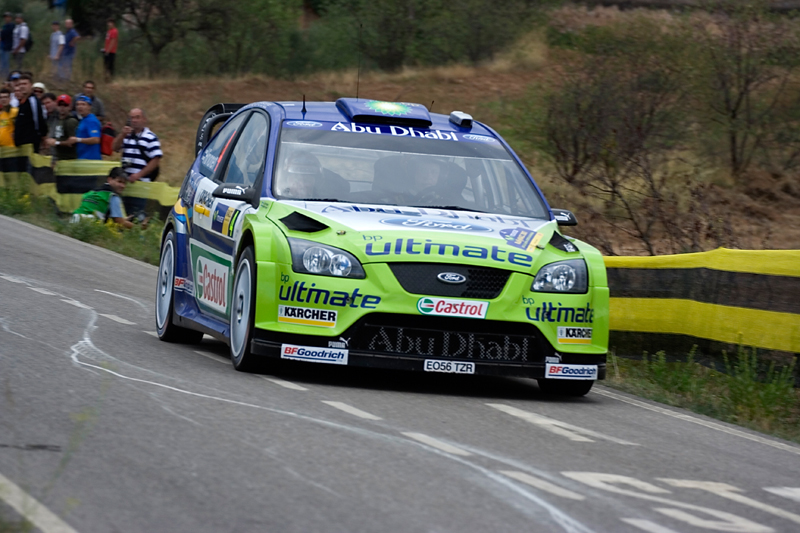
Con el Ford Focus RS WRC, Ford sumó dos títulos de constructores en 2006 y 2007. En la imagen Mikko Hirvonen en el Rally Cataluña de 2007.

En 2008 apenas se produjeron cambios en los principales equipos. Salvo la marcha de Grönholm que permitió a Jari-Matti Latvala formar equipo con Hirvonen en Ford, el resto de marcas conservaron a los mismos pilotos del año anterior. La única novedad fue la participación de Suzuki que debutó con el Suzuki SX4 WRC pilotados por Toni Gardemeister y Per-Gunnar Andersson. Ese año el título lo disputaron Hirvonen y Loeb, este último sumó la mayoría de las victorias, once, y estableció un nuevo récord de triunfos en un mismo año. Las tres victorias y la regularidad del finés le permitieron llegar Japón con opciones de proclamarse campeón. A pesar de llevarse la victoria, Loeb fue tercero lo que le dio matemáticamente el título a falta del último rally. En esta ocasión y gracias a los puntos de Loeb y Sordo, Citroën pudo hacerse con el mundial de marcas por delante de Ford.

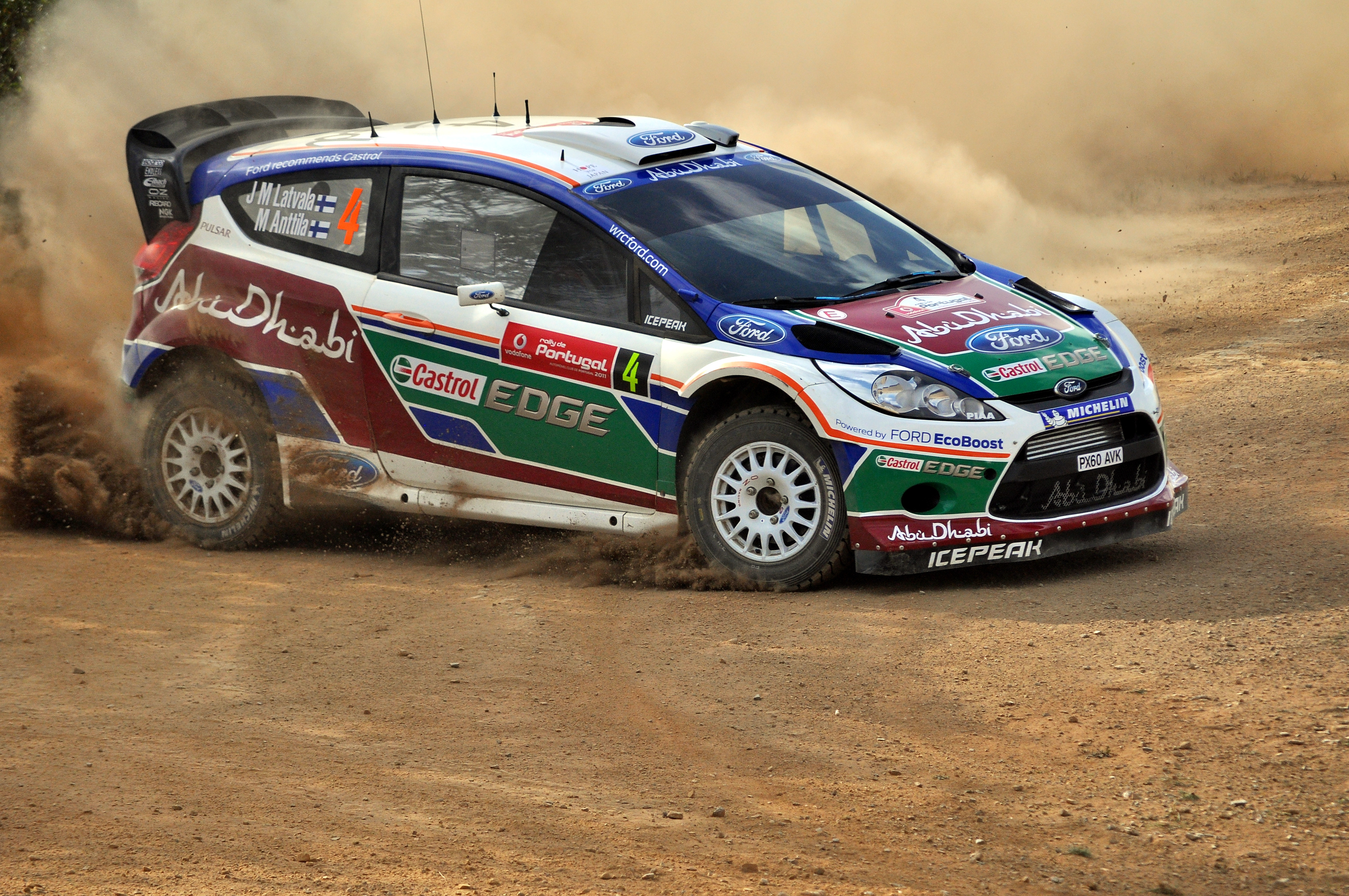
Ford Fiesta WRC de Hirvonen en Portugal 2011.

### Años 2010
En 2010 se creó un nuevo Campeonato paralelo, junto a los dos ya existentes: el Campeonato S2000. Este campeonato nació con la intención de asentar las bases para las nuevas regulaciones que se establecerían para los World Rally Cars en 2011. Los vehículos que participaron en este campeonato eran los Super 2000. Estos vehículos estaban basados en el grupo N, pero con tracción a las cuatro ruedas, motor de 2L y atmosféricos.
Los nuevos World Rally Car cuentan con motor 1.6 litros lo que conlleva menos par de motor y más revoluciones, cuentan con turbo y tracción a las cuatro ruedas, son más anchos y cortos, que los hace más fáciles de pilotar en tramos muy técnicos y llenos de curvas, pero con una ligera pérdida de estabilidad en tramos rápidos. La primera prueba donde participaron los nuevos WRC fue en el Rally de Suecia de 2011, donde compitieron trece World Rally Cars: cuatro Citroën DS3 WRC y nueve Ford Fiesta RS WRC. Tras el DS3 y el Fiesta también otras marcas se incorporaron a esta nueva normativa, como BMW que construyó junto a Prodrive el Mini John Cooper Works WRC y posteriormente Volkswagen el Volkswagen Polo R WRC, además de entrar oficialmente en el campeonato en la temporada 2013.
En 2014 se le suma la marca coreana Hyundai, con el fichaje de Neuville para toda la temporada, Hanninen, Sordo y Atkinson se turnan el segundo coche, en el rally de Portugal, Hyundai sumó un tercer coche con Sordo y un equipo nuevo, Huyndai MotorSport N.

## La competición
El mundial de rally se disputa en carreteras de distintos países a lo largo del año. Cada país tiene sus propias características de recorrido, lo que hace que cada carrera sea diferente a las demás, pero que en forma general, se pueden clasificar por su superficie, principalmente asfalto y tierra, aunque también se disputa sobre nieve o hielo.
Los tipos de caminos son muy diferentes y se corre sobre cualquier superficie. Existen recorridos sobre nieve, hielo, tierra, gravilla, barro, asfalto y las combinaciones de estos. Durante el recorrido, los pilotos se encuentran con unas señales amarillas y rojas. Estas indican los puntos donde se toman los tiempos parciales y totales, respectivamente. Una vez finalizado la especial, los automóviles deben pasar por un área de inspección técnica donde son revisados a fondo para saber si cumplen o no con el reglamento establecido.
Shakedown
Es un tramo cronometrado de no más de 7 km, especialmente preparado para que los automóviles puedan probar de forma intensiva las modificaciones y ajustes que los mecánicos hayan realizado para la carrera. El camino de prueba se conecta de forma parecida a un circuito, ya que, al finalizar el recorrido, los automóviles tienen un tramo de enlace que los conecta con la salida nuevamente. El shakedown reúne las características de todos o de la mayoría de los caminos del rally, para que las condiciones sean reconocidas por los equipos durante la competición.
El shakedown dura aproximadamente dos horas para los World Rally Cars de prioridad 1 y otras dos horas, sin intervalos, que comparten con los automóviles de prioridad 2 y 3. Finalizado este tiempo, el resto de los participantes pueden hacer el recorrido.

### Parque de servicio
Es un recinto especialmente acondicionado para que los mecánicos de cada equipo puedan realizar ajustes previos a la competición y los arreglos que el automóvil requiera después de transitar las etapas especiales. También es el lugar donde los equipos controlan el desempeño de los pilotos, realizan reuniones para decidir estrategias y para discutir sobre el desarrollo de la carrera. Es el equivalente a los boxes en el automovilismo de circuito.
El lugar donde se establece, representa el epicentro del rally. El terreno ocupado se divide según la categoría y, en general, se le asigna el espacio más grande al Grupo A8 (WRC). En algunos casos, el Grupo A6 (JWRC) comparte el área designada con el Grupo N4 (PWRC) y los equipos privados y los invitados comparten un terreno aparte, de dimensiones menores. El parque de servicio es el único lugar donde pueden intervenir los mecánicos en los automóviles, ya que durante la carrera solo los pilotos pueden hacer las reparaciones y, en el Parque Cerrado, está restringido el acceso.
Actividades mecánicas

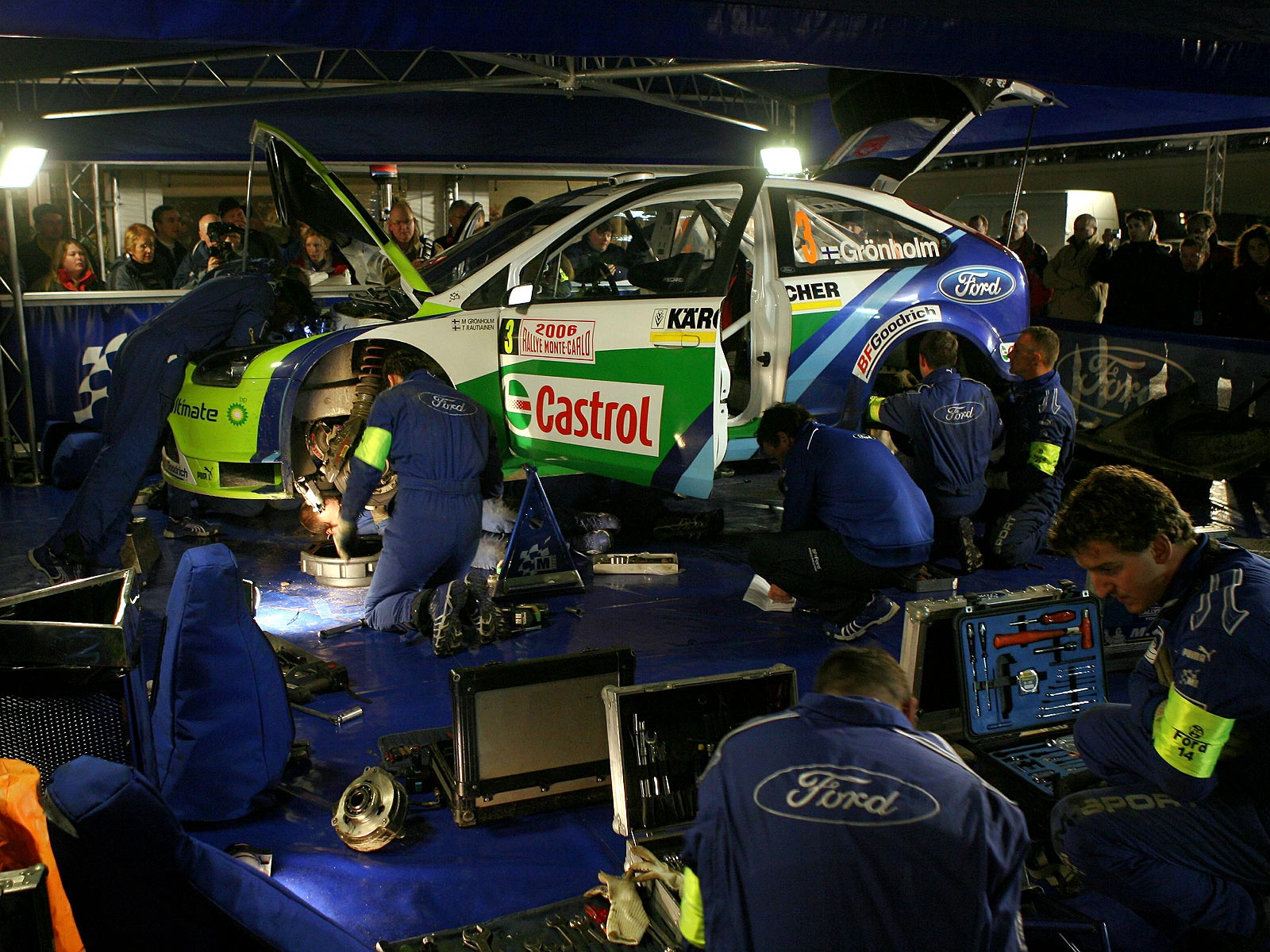
Mecánicos del equipo Ford reparando el automóvil de Marcus Grönholm.

El tiempo de permanencia dentro del parque de servicio varía según la instancia de la competición en que se encuentre. Puede variar entre media hora y tres cuartos de hora.
El tiempo de entrada y salida lo marca un reloj que muestra la hora local, la hora de entrada del vehículo y la hora de salida. Los servicios de 30 minutos poseen esa duración durante el día y las máquinas solo entran para realizar reparaciones de urgencia y poder continuar hasta el final del día o etapa. Las asistencias de 45 minutos son para que los mecánicos puedan dejar el automóvil en las mejores condiciones posibles para continuar al día siguiente de la competencia. Cada Parque de asistencia está organizado para atender a cada automóvil del equipo y en donde se guardan los componentes requeridos para realizar las reparaciones pertinentes. Al final de cada día de competición, al salir del Parque de Servicio, los automóviles deben ser llevados al Parque Cerrado.
Las herramientas de los mecánicos

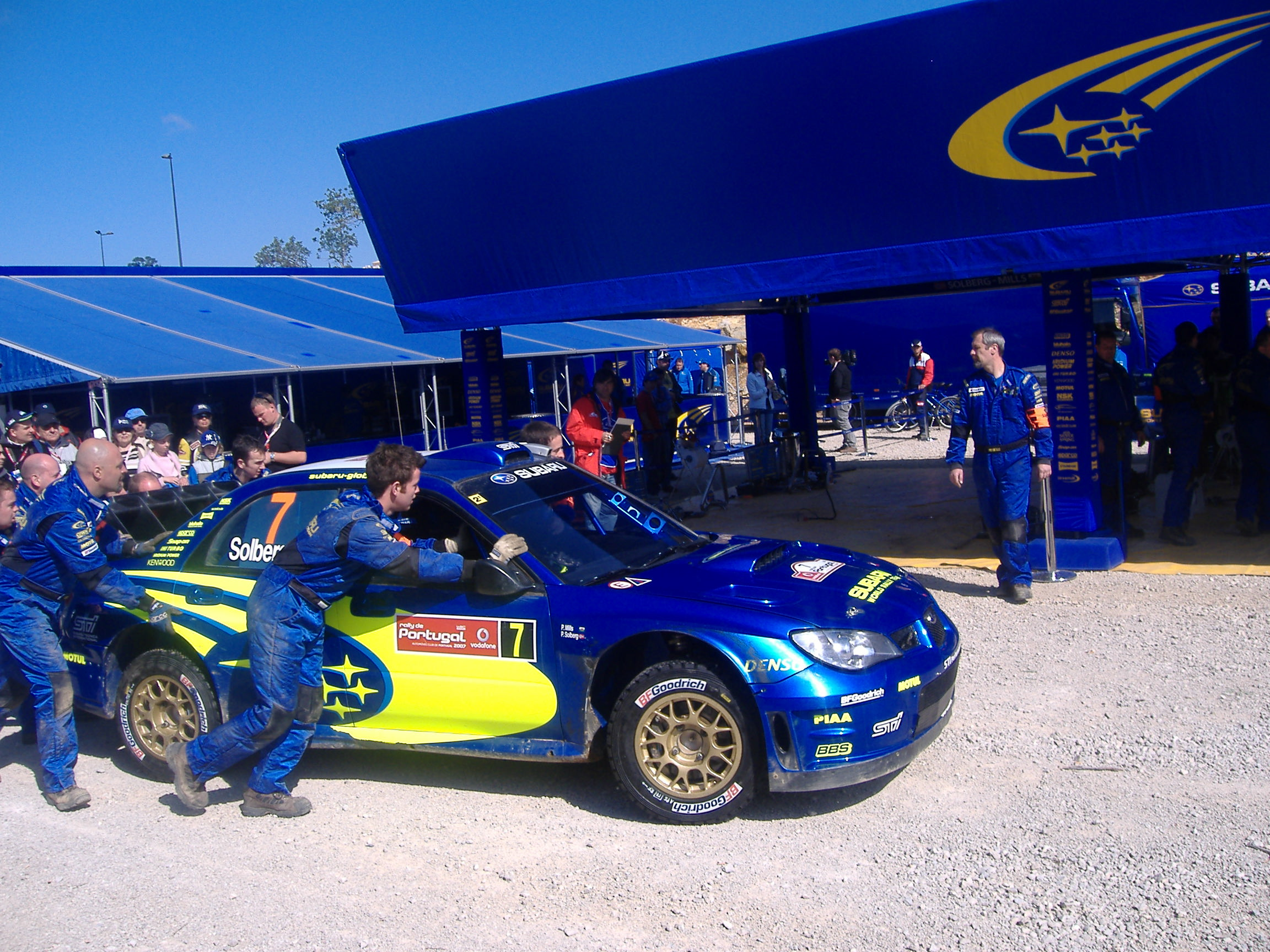
Los mecánicos del equipo Subaru desplazan el Subaru Impreza WRC por el box del equipo.

Los mecánicos del Campeonato Mundial de Rally son considerados entre los mejores del mundo en la especialidad, pero sin sus herramientas no podrían realizar el rápido y eficiente servicio en los autos.
Cada mecánico en el servicio, tiene su propio kit de herramientas, algunos de ellos por un valor superior a los U$S 3500. Todos ellos trabajan con un conjunto de herramientas aparte de la caja de cambios e ingenieros electricistas y de motores, que requieren equipo específico.
Algunas de las herramientas más utilizadas son la llave de fuerza de 19 mm que es utilizada para cambiar los neumáticos, alicates eléctricos que sirven para cortar la parte externa de los neumáticos y una combinación de anillos llave que son utilizados para sujetar o desmontar elementos de las suspensiones.
Otra herramienta vital, son los tubos de 17 mm que son utilizados junto con una pistola de tuercas, que es requerido para cambiar componentes maestros como la suspensión, la caja de cambios, el brazo de la dirección y el cárter.
Posiblemente la más larga y cara de todas en la caja de herramientas, sea la llave dinamométrica, que se usa para garantizar que todas las tuercas y tornillos del auto estén en perfecto orden para efectuar la configuración. El objeto más inusual en la caja es el espejo telescópico que se usa para saber si hay algún daño en la cabina que pueda incomodar a la tripulación.
Brazaletes naranjas
Antes del campeonato mundial de 2005, los equipos eran libres de disponer de tantos mecánicos como quisieran durante el servicio. Sin embargo, en un esfuerzo por reducir costes, la FIA introdujo nuevas reglas que limitan el número de mecánicos por World Rally Car. Hoy en día, el número está limitado a ocho mecánicos por cada uno de los equipos de dos autos designados.
Los brazaletes naranjas están numerados y son obligatorios para el personal que esté en contacto con los autos. Dos de los ocho brazaletes son transferibles, permitiendo a los mecánicos trabajar en ambos coches.
Un observador elegido por la organización, está presente en cada servicio para velar por el cumplimiento de esta norma.

### Parque Cerrado
Es un espacio donde los automóviles que están en condiciones de competir, se agrupan y quedan bajo la vigilancia de los comisarios deportivos. En esta área no está permitido el reabastecimiento de combustible, ni la reparación de ningún tipo. Cualquier violación a esta norma se sanciona con la exclusión del automóvil del rally. Las excepciones solo pueden ser autorizadas por los comisarios de la competición. Detrás del Parque Cerrado se encuentran el comedor de los equipos y la sala de descanso de los pilotos.

## Normativa
Las normas de la competencia suelen ser cambiadas con regularidad, generalmente de un año para otro, para adaptar el deporte a varios factores, entre ellos se consideran la seguridad, los costos de competición o la promoción. Cada cambio de normas se aplica a un mínimo de una temporada, aunque suelen haber reglas de tipo general, que permiten el desarrollo de la competición con los estándares mínimo que establezca la FIA, en concordancia con todas las competiciones que gobierna.

### Sistema de puntuación
Este sistema es similar al utilizado en la Fórmula 1 y en otras competiciones, otorgando puntos a los primeros diez lugares. Así, en orden descendente desde el primer lugar, se otorgan, respectivamente, 25-18-15-12-10-8-6-4-2 y 1 puntos. Este sistema es utilizado de igual modo para la categoría principal como para los campeonatos complementarios, como el JWRC, el WRC 2 y el WRC 3. Se implementó en la temporada 2010. En la primera temporada 1973, se otorgaban puntos también a los diez primeros pero solo al piloto mejor clasificado de cada marca. A partir de 1977 se estableció dos puntuaciones distintas, para pilotos y para marcas. En el primer puntuaban los diez primeros, y en el segundo los ocho primeros. En 1979 se volvió a un único sistema de puntos. En 1986 se establecieron de nuevo por categorías al igual que en 1995, aunque por primera vez puntuaban los quince primeros clasificados. En 1997 se redujo a los seis primeros los pilotos en puntuar, idéntico al utilizado en F1. Se volvió a cambiar en 2003 hasta 2010.

#### Actual (desde 2010)
Curiosamente, se usa el mismo sistema de puntos que en Fórmula 1.
| Posición | 1º | 2º | 3º | 4º | 5º | 6º | 7º | 8º | 9º | 10º |
| Puntos   | 25 | 18 | 15 | 12 | 10 | 8  | 6  | 4  | 2  | 1   |

### Penalizaciones
Las penalizaciones suelen ser estables, dentro del establecimiento de normas, algunas de las más importantes en el Campeonato Mundial son las siguientes:
- Si un vehículo llega con retraso a la verificación técnica se le aplicarán 10 segundos de penalización por cada minuto o fracción que tenga de demora.
- Si un vehículo llega con adelanto a la verificación técnica se le aplicarán 10 segundos de penalización por cada minuto o fracción que tenga de entrada temprana.
- En el inicio de un especial, si un automóvil tiene una salida en falso, se penaliza con 10 segundos la primera partida fallida, si ocurre una segunda vez se le aplica 1 minuto de penalización y si ocurriese una tercera vez, se le aplicarán 3 minutos más de penalización.
- Se prohíbe la ayuda directa en el auto por parte de los mecánicos o personal del equipo en caso de que un automóvil se quede parado, por cualquier motivo, en medio de un especial o tramo de enlace. La única forma de recibir instrucciones es por radio a una distancia de por lo menos 1000 metros. En caso de no respetarse esta distancia, se lo excluirá de la competición.

## Los automóviles

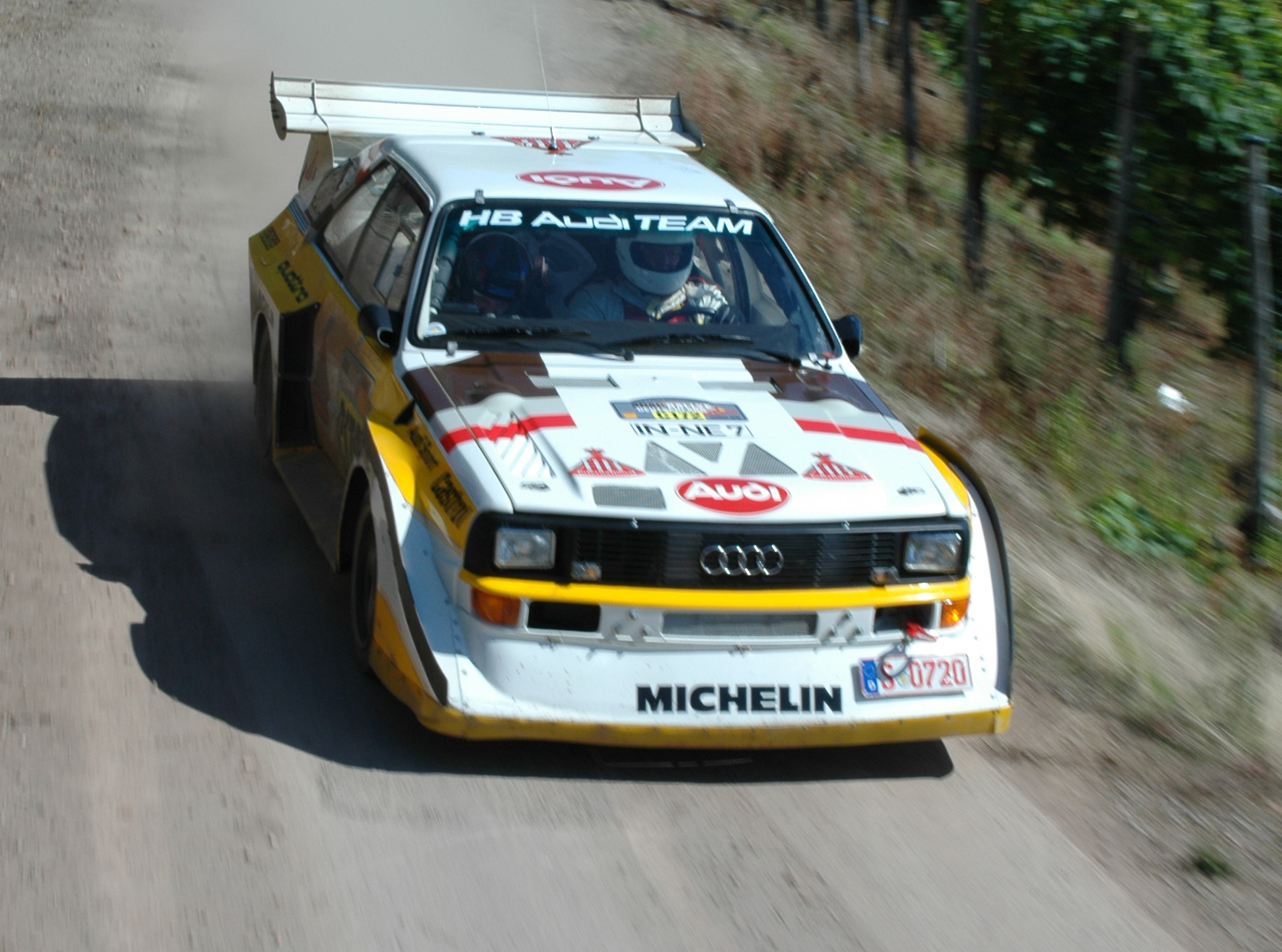
Audi Quattro S1 de 1985.

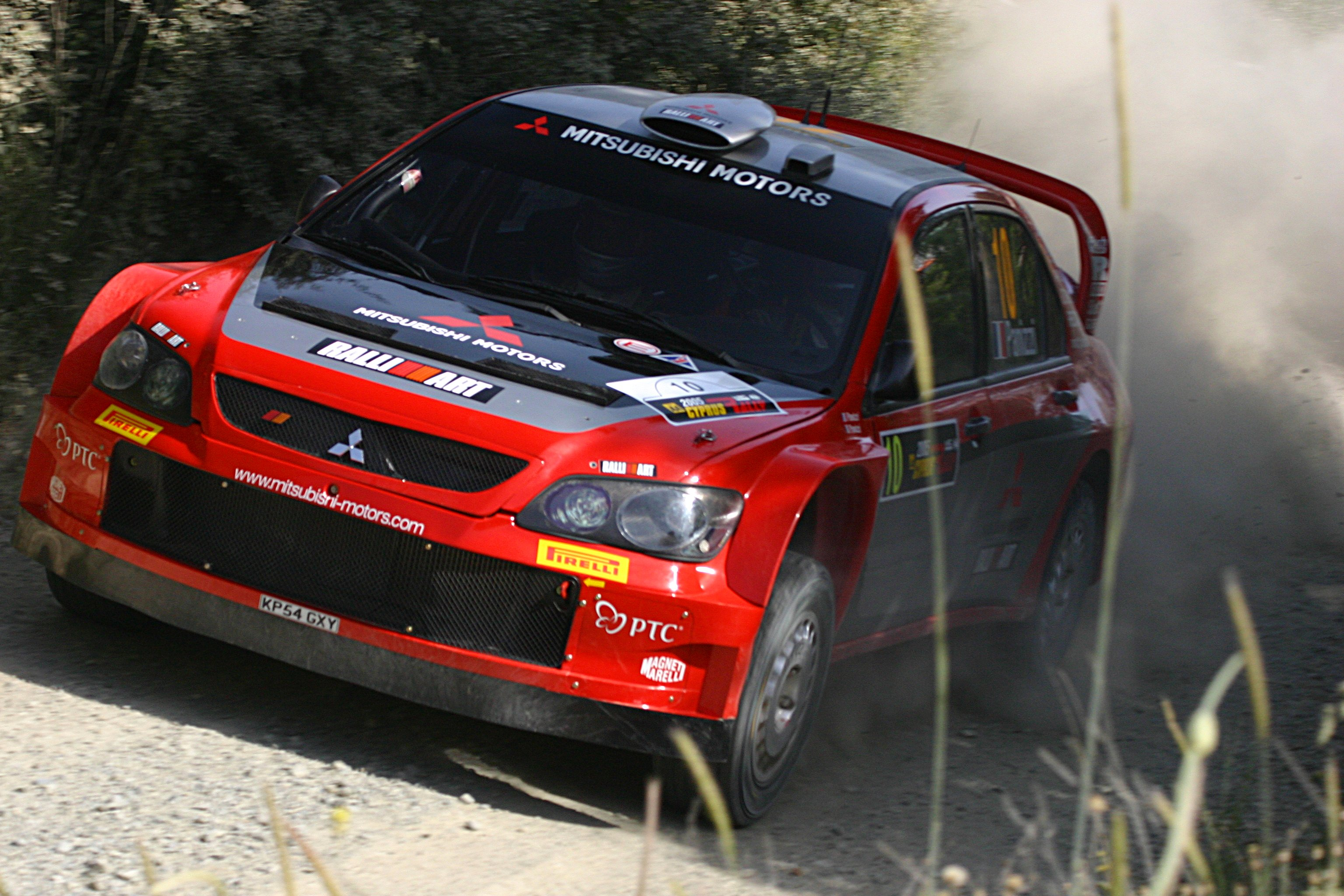
Mitsubishi Lancer WRC de 2005. Los vehículos son de los años 70 y 80.

Los vehículos utilizados en el Mundial de Rallyes son coches de calle preparados por los constructores y homologados por la FIA para la competición. Existe una serie de homologaciones que han ido variando a lo largo de la historia. En los años 70, los vehículos se clasificaban en: Grupo 1, Grupo 2, Grupo 3, Grupo 4 y Grupo 5; pero esta normativa bastante complicada se simplificó en los años 80 con el nacimiento de los míticos Grupos B. Estos vehículos eran demasiado potentes y poco seguros y fueron sustituidos por los Grupo A, debido a varios accidentes mortales en el año 1986. Durante la década de los 90 los vehículos que se usaron serían los pertenecientes al Grupo A.
En el año 1997 la FIA establece una nueva categoría que reinaría durante años en el mundial: los World Rally Car. Estos vehículos son los utilizados por los equipos oficiales (Citroën, Ford, etc), aunque es frecuente verlos también compitiendo con algún equipo privado.

Los World Rally Car surgen del reglamento sobre el Grupo A, sin embargo, existe una significativa diferencia entre un coche del Grupo A y un World Rally Car, y es la que describe la homologación, ya que para homologar los primeros se requiere construir 2500 unidades del vehículo base que incluya motor con turbo y tracción integral, mientras que los segundos pueden partir de cualquier automóvil de serie de cuatro plazas, con motor delantero, longitud mínima de 4 m y del que se fabriquen 25 000 unidades anuales. No es necesario que el coche posea tracción a las cuatro ruedas ni que el motor tenga turbocompresor. Dentro de las restricciones a los WRC, están que deben respetar un peso mínimo de 1.230 kg, que los motores no pueden exceder los 2000 cc y que solo puede modificarse la suspensión trasera (por ende el eje trasero) en caso de que el auto base sea de tracción simple, ya que debe reemplazarse el eje original por uno móvil para lograr la tracción integral.
Además de los World Rally Car, también se utilizan vehículos con otras homologaciones: Grupo N, S1600, S2000. Estas categorías, menos competitivas, son más utilizadas por los equipos privados, principalmente por su menor costo.

### La aerodinámica
Usualmente la aerodinámica de los autos es más importante en un circuito que en un rally, pero la competición en el WRC, los autos están más cerca que nunca y los equipos han puesto sus autos bajo el microscopio para identificar cualquier cosa que pueda hacer una diferencia.
Las nuevas características aerodinámicas de los World Rally Cars como el paragolpe delantero, los alerones traseros y los sistemas de refrigeración están diseñados para asegurarse que el aire fluya por todo el auto, genere agarre y aumente la estabilidad.
Cuando un auto de rally se desplaza lateralmente, los dispositivos aerodinámicos se vuelven menos efectivos y el auto pierde agarre. Los alerones traseros de los autos usualmente están diseñados para asegurar el agarre incluso cuando el auto gira en ángulos cerrados.
La ventilación del motor es otra parte clave en lo referente a aerodinámica. En rallys largos y muy calurosos como el Rally de Grecia, mantener la temperatura del motor bajo control requiere el máximo posible de flujo de aire a través del radiador y la refrigeración. Sin embargo, cuando un auto de rally viaja por secciones muy rápidas, demasiado aire con fines de refrigeranción puede producir un lastre y reducir la velocidad máxima.

### Amortiguación
La amortiguación de un World Rally Car se compone de un soporte, dos muelles y un amortiguador en cada rueda. Los amortiguadores pueden regularse primero en la altura, para adaptarse al tipo de terreno y segundo en la manera de trabajar los flujos de aceite situados dentro del propio amortiguador.

## Palmarés
Entre los pilotos campeones han destacado los franceses, quienes se han coronado con más triunfos. La marca Citroën es la que más triunfos ha cosechado como constructor.

### Pilotos y constructores

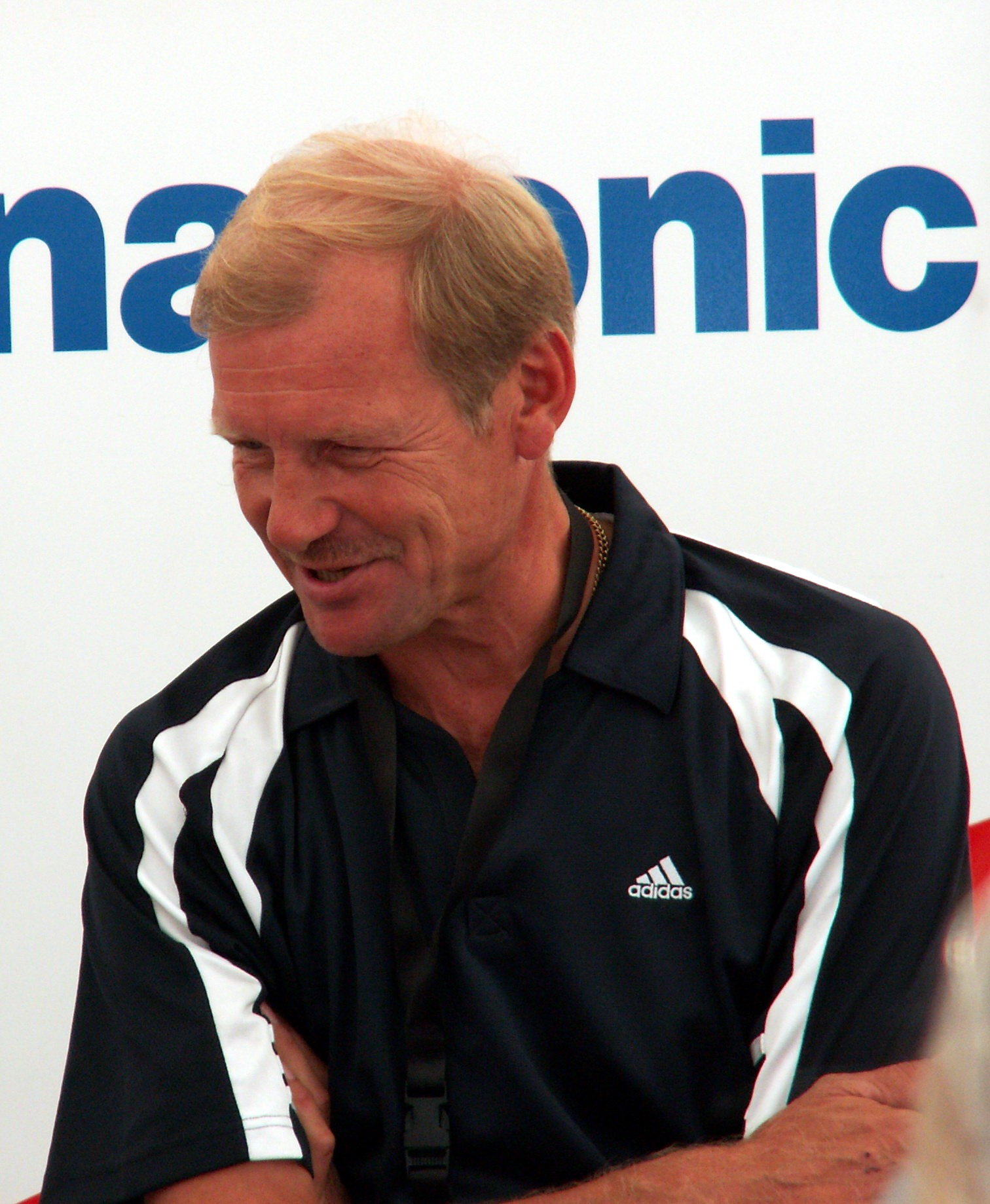
Juha Kankkunen fue el primer piloto en conseguir cuatro títulos del mundo.

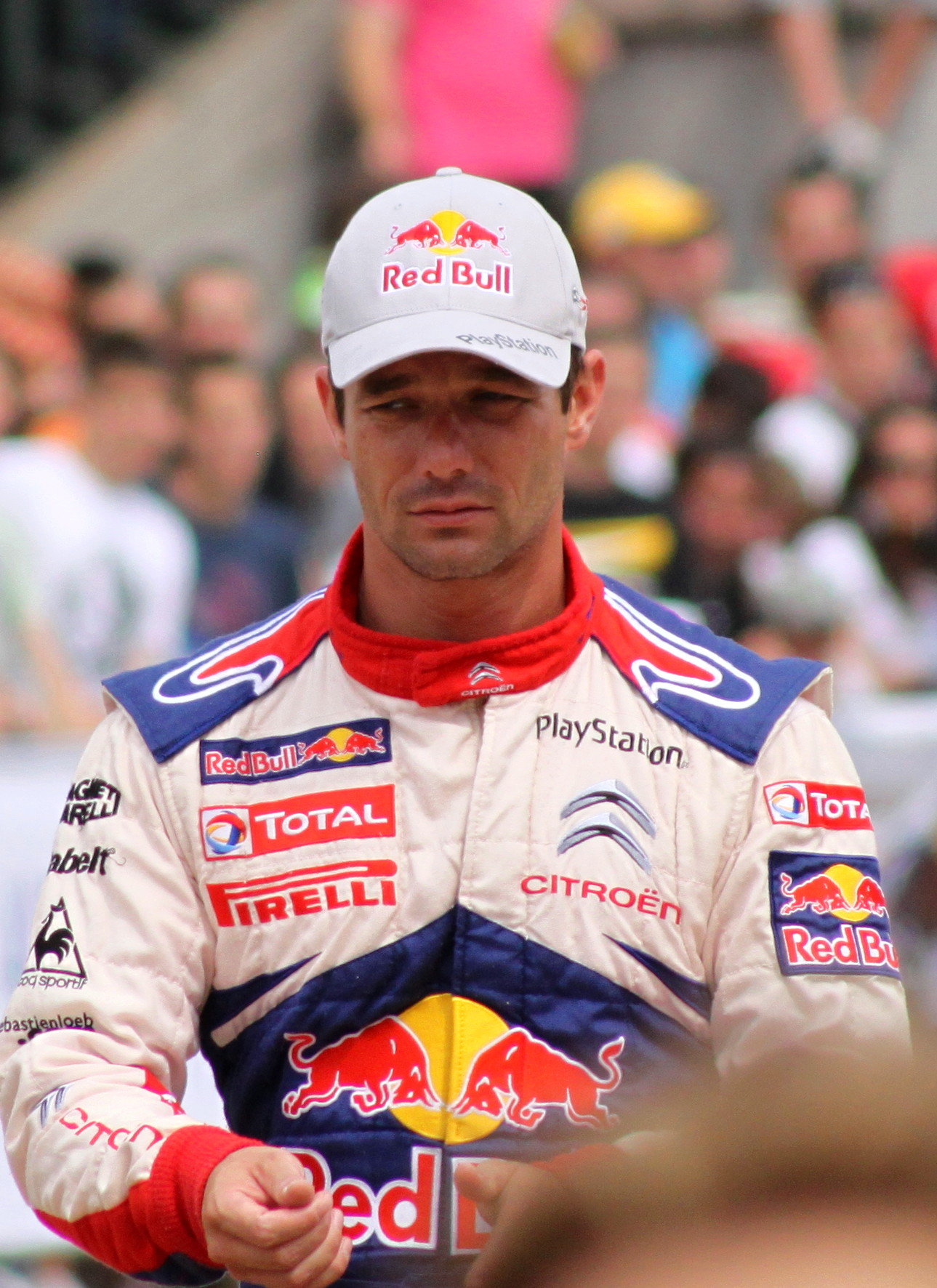
Sébastien Loeb es el piloto con más títulos mundiales de la historia: 9.

| Edición     | Campeonato de Pilotos | Campeonato de Pilotos               |                | Campeonato de Constructores | Campeonato de Constructores |
| Edición     | Piloto                | Vehículo                            | Constructor    | Vehículo                    |                             |
| ----------- | --------------------- | ----------------------------------- | -------------- | --------------------------- | --------------------------- |
| 1973        | No se realizó         | No se realizó                       | Alpine-Renault | Alpine A110                 |                             |
| 1974        | No se realizó         | No se realizó                       | Lancia         | Lancia Stratos HF           |                             |
| 1975        | No se realizó         | No se realizó                       | Lancia         | Lancia Stratos HF           |                             |
| 1976        | No se realizó         | No se realizó                       | Lancia         | Lancia Stratos HF           |                             |
| 1977        | Sandro Munari         | Lancia Stratos HF                   | Fiat           | Fiat 131 Abarth             |                             |
| 1978        | Markku Alén           | Fiat 131 Abarth Lancia Stratos HF   | Fiat           | Fiat 131 Abarth             |                             |
| 1979        | Björn Waldegård       | Ford Escort RS1800 Mercedes 450 SLC | Ford           | Ford Escort RS1800          |                             |
| 1980        | Walter Röhrl          | Fiat 131 Abarth                     | Fiat           | Fiat 131 Abarth             |                             |
| 1981        | Ari Vatanen           | Ford Escort RS1800                  | Talbot         | Talbot Sunbeam Lotus        |                             |
| 1982        | Walter Röhrl          | Opel Ascona 400                     | Audi           | Audi Quattro                |                             |
| 1983        | Hannu Mikkola         | Audi Quattro                        | Lancia         | Lancia Rally 037            |                             |
| 1984        | Stig Blomqvist        | Audi Quattro                        | Audi           | Audi Quattro                |                             |
| 1985        | Timo Salonen          | Peugeot 205 Turbo 16                | Peugeot        | Peugeot 205 Turbo 16        |                             |
| 1986        | Juha Kankkunen        | Peugeot 205 Turbo 16                | Peugeot        | Peugeot 205 Turbo 16        |                             |
| 1987        | Juha Kankkunen        | Lancia Delta HF 4WD                 | Lancia         | Lancia Delta HF 4WD         |                             |
| 1988        | Miki Biasion          | Lancia Delta Integrale              | Lancia         | Lancia Delta Integrale      |                             |
| 1989        | Miki Biasion          | Lancia Delta Integrale              | Lancia         | Lancia Delta Integrale      |                             |
| 1990        | Carlos Sainz          | Toyota Celica GT-Four               | Lancia         | Lancia Delta Integrale 16V  |                             |
| 1991        | Juha Kankkunen        | Lancia Delta Integrale 16V          | Lancia         | Lancia Delta Integrale 16V  |                             |
| 1992        | Carlos Sainz          | Toyota Celica Turbo 4WD             | Lancia         | Lancia Delta HF Integrale   |                             |
| 1993        | Juha Kankkunen        | Toyota Celica Turbo 4WD             | Toyota         | Toyota Celica Turbo 4WD     |                             |
| 1994        | Didier Auriol         | Toyota Celica Turbo 4WD             | Toyota         | Toyota Celica Turbo 4WD     |                             |
| 1995        | Colin McRae           | Subaru Impreza 555                  | Subaru         | Subaru Impreza 555          |                             |
| 1996        | Tommi Mäkinen         | Mitsubishi Lancer Evolution         | Subaru         | Subaru Impreza 555          |                             |
| 1997        | Tommi Mäkinen         | Mitsubishi Lancer Evolution         | Subaru         | Subaru Impreza WRC          |                             |
| 1998        | Tommi Mäkinen         | Mitsubishi Lancer Evolution         | Mitsubishi     | Mitsubishi Lancer Evolution |                             |
| 1999        | Tommi Mäkinen         | Mitsubishi Lancer Evolution         | Toyota         | Toyota Corolla WRC          |                             |
| 2000        | Marcus Grönholm       | Peugeot 206 WRC                     | Peugeot        | Peugeot 206 WRC             |                             |
| 2001        | Richard Burns         | Subaru Impreza WRC                  | Peugeot        | Peugeot 206 WRC             |                             |
| 2002        | Marcus Grönholm       | Peugeot 206 WRC                     | Peugeot        | Peugeot 206 WRC             |                             |
| 2003        | Petter Solberg        | Subaru Impreza WRC                  | Citroën        | Citroën Xsara WRC           |                             |
| 2004        | Sébastien Loeb        | Citroën Xsara WRC                   | Citroën        | Citroën Xsara WRC           |                             |
| 2005        | Sébastien Loeb        | Citroën Xsara WRC                   | Citroën        | Citroën Xsara WRC           |                             |
| 2006        | Sébastien Loeb        | Citroën Xsara WRC                   | Ford           | Ford Focus WRC              |                             |
| 2007        | Sébastien Loeb        | Citroën C4 WRC                      | Ford           | Ford Focus WRC              |                             |
| 2008        | Sébastien Loeb        | Citroën C4 WRC                      | Citroën        | Citroën C4 WRC              |                             |
| 2009        | Sébastien Loeb        | Citroën C4 WRC                      | Citroën        | Citroën C4 WRC              |                             |
| 2010        | Sébastien Loeb        | Citroën C4 WRC                      | Citroën        | Citroën C4 WRC              |                             |
| 2011        | Sébastien Loeb        | Citroën DS3 WRC                     | Citroën        | Citroën DS3 WRC             |                             |
| 2012        | Sébastien Loeb        | Citroën DS3 WRC                     | Citroën        | Citroën DS3 WRC             |                             |
| 2013        | Sébastien Ogier       | Volkswagen Polo R WRC               | Volkswagen     | Volkswagen Polo R WRC       |                             |
| 2014        | Sébastien Ogier       | Volkswagen Polo R WRC               | Volkswagen     | Volkswagen Polo R WRC       |                             |
| 2015        | Sébastien Ogier       | Volkswagen Polo R WRC               | Volkswagen     | Volkswagen Polo R WRC       |                             |
| 2016        | Sébastien Ogier       | Volkswagen Polo R WRC               | Volkswagen     | Volkswagen Polo R WRC       |                             |
| 2017        | Sébastien Ogier       | Ford Fiesta WRC                     | M-Sport        | Ford Fiesta WRC             |                             |
| 2018        | Sébastien Ogier       | Ford Fiesta WRC                     | Toyota         | Toyota Yaris WRC            |                             |
| 2019        | Ott Tänak             | Toyota Yaris WRC                    | Hyundai        | Hyundai i20 Coupe WRC       |                             |
| 2020        | Sébastien Ogier       | Toyota Yaris WRC                    | Hyundai        | Hyundai i20 Coupe WRC       |                             |
| 2021        | Sébastien Ogier       | Toyota Yaris WRC                    | Toyota         | Toyota Yaris WRC            |                             |
| 2022        | Kalle Rovanperä       | Toyota GR Yaris Rally1              | Toyota         | Toyota GR Yaris Rally1      |                             |
| 2023        | Kalle Rovanperä       | Toyota GR Yaris Rally1              | Toyota         | Toyota GR Yaris Rally1      |                             |
| 2024        | Thierry Neuville      | Hyundai i20 N Rally1                | Toyota         | Toyota GR Yaris Rally1      |                             |
| Referencias |                       |                                     |                |                             |                             |

### Máximos ganadores
| Piloto          | Total | Temporadas                                           |
| --------------- | ----- | ---------------------------------------------------- |
| Sébastien Loeb  | 9     | 2004, 2005, 2006, 2007, 2008, 2009, 2010, 2011, 2012 |
| Sébastien Ogier | 8     | 2013, 2014, 2015, 2016, 2017, 2018, 2020, 2021       |
| Juha Kankkunen  | 4     | 1986, 1987, 1991, 1993                               |
| Tommi Mäkinen   | 4     | 1996, 1997, 1998, 1999                               |
| Walter Röhrl    | 2     | 1980, 1982                                           |
| Miki Biasion    | 2     | 1988, 1989                                           |
| Carlos Sainz    | 2     | 1990, 1992                                           |
| Marcus Grönholm | 2     | 2000, 2002                                           |
| Kalle Rovanperä | 2     | 2022, 2023                                           |

### Campeonato de marcas
| #   | Constructor    | Total | Temporadas                       | Notas  |
| --- | -------------- | ----- | -------------------------------- | ------ |
| 1.  | Lancia         | 10    | 1974-1976, 1983, 1987-1992       | [ 49 ] |
| 2.  | Citroën        | 8     | 2003-2004, 2007-2012             | [ 49 ] |
| 2.  | Toyota         | 8     | 1993-1994, 1999, 2018, 2021-2024 | [ 49 ] |
| 4.  | Peugeot        | 5     | 1985-1986, 2000-2002             | [ 49 ] |
| 5.  | Ford           | 4     | 1979, 2006-2007, 2017            | [ 49 ] |
| 5.  | Volkswagen     | 4     | 2013, 2014, 2015, 2016           | [ 49 ] |
| 7.  | Fiat           | 3     | 1977-1978, 1980                  | [ 49 ] |
| 7.  | Subaru         | 3     | 1995-1997                        | [ 49 ] |
| 9.  | Audi           | 2     | 1982, 1984                       | [ 49 ] |
| 9.  | Hyundai        | 2     | 2019, 2020                       | [ 49 ] |
| 11. | Alpine-Renault | 1     | 1973                             | [ 49 ] |
| 11. | Talbot         | 1     | 1981                             | [ 49 ] |
| 11. | Mitsubishi     | 1     | 1998                             | [ 49 ] |

### Podio histórico
| Campeonato Mundial de Rally | Campeonato Mundial de Rally | Campeonato Mundial de Rally | Campeonato Mundial de Rally | Campeonato Mundial de Rally | Campeonato Mundial de Rally | Campeonato Mundial de Rally |
| Año                         | Campeón                     | Auto                        | Subcampeón                  | Auto                        | Tercer lugar                | Auto                        |
| --------------------------- | --------------------------- | --------------------------- | --------------------------- | --------------------------- | --------------------------- | --------------------------- |
| 1977                        | Sandro Munari               | Lancia Stratos              | Björn Waldegård             | Ford Escort                 | Bernard Darniche            | Fiat 131                    |
| 1978                        | Markku Alén                 | Fiat 131                    | Jean Pierre Nicolas         | Peugeot 504                 | Hannu Mikkola               | Ford Escort                 |
| 1979                        | Björn Waldegård             | Ford Escort                 | Hannu Mikkola               | Ford Escort                 | Markku Alén                 | Fiat 131                    |
| 1980                        | Walter Röhrl                | Fiat 131                    | Hannu Mikkola               | Ford Escort                 | Björn Waldegård             | Fiat 131                    |
| 1981                        | Ari Vatanen                 | Ford Escort                 | Guy Frequelin               | Talbot Sunbeam              | Hannu Mikkola               | Audi Quattro                |
| 1982                        | Walter Röhrl                | Opel Ascona                 | Michele Mouton              | Audi Quattro                | Hannu Mikkola               | Audi Quattro                |
| 1983                        | Hannu Mikkola               | Audi Quattro                | Walter Röhrl                | Lancia Rally                | Markku Alén                 | Lancia Rally                |
| 1984                        | Stig Blomqvist              | Audi Quattro                | Hannu Mikkola               | Audi Quattro                | Markku Alén                 | Lancia Rally                |
| 1985                        | Timo Salonen                | Peugeot 205 T16             | Stig Blomqvist              | Audi Quattro                | Walter Röhrl                | Audi Quattro                |
| 1986                        | Juha Kankkunen              | Peugeot 205 T16             | Markku Alén                 | Lancia Delta S4             | Timo Salonen                | Peugeot 205 T16             |
| 1987                        | Juha Kankkunen              | Lancia Delta                | Massimo Biasion             | Lancia Delta                | Markku Alén                 | Lancia Delta                |
| 1988                        | Massimo Biasion             | Lancia Delta                | Markku Alén                 | Lancia Delta                | Alex Fiorio                 | Lancia Delta                |
| 1989                        | Massimo Biasion             | Lancia Delta                | Alex Fiorio                 | Lancia Delta                | Juha Kankkunen              | Toyota Celica               |
| 1990                        | Carlos Sainz                | Toyota Celica               | Didier Auriol               | Lancia Delta                | Juha Kankkunen              | Lancia Delta                |
| 1991                        | Juha Kankkunen              | Lancia Delta                | Carlos Sainz                | Toyota Celica               | Didier Auriol               | Lancia Delta                |
| 1992                        | Carlos Sainz                | Toyota Celica               | Juha Kankkunen              | Lancia Delta                | Didier Auriol               | Lancia Delta                |
| 1993                        | Juha Kankkunen              | Toyota Celica               | Francois Delecour           | Ford Escort                 | Didier Auriol               | Toyota Celica               |
| 1994                        | Didier Auriol               | Toyota Celica               | Carlos Sainz                | Subaru Impreza              | Juha Kankkunen              | Toyota Celica               |
| 1995                        | Colin McRae                 | Subaru Impreza              | Carlos Sainz                | Subaru Impreza              | Kenneth Eriksson            | Mitsubishi Lancer           |
| 1996                        | Tommi Mäkinen               | Mitsubishi Lancer           | Colin McRae                 | Subaru Impreza              | Carlos Sainz                | Ford Escort                 |
| 1997                        | Tommi Mäkinen               | Mitsubishi Lancer           | Colin McRae                 | Subaru Impreza WRC          | Carlos Sainz                | Ford Escort WRC             |
| 1998                        | Tommi Mäkinen               | Mitsubishi Lancer           | Carlos Sainz                | Toyota Corolla WRC          | Colin McRae                 | Subaru Impreza WRC          |
| 1999                        | Tommi Mäkinen               | Mitsubishi Lancer           | Richard Burns               | Subaru Impreza WRC          | Didier Auriol               | Toyota Corolla WRC          |
| 2000                        | Marcus Grönholm             | Peugeot 206 WRC             | Richard Burns               | Subaru Impreza WRC          | Carlos Sainz                | Ford Focus WRC              |
| 2001                        | Richard Burns               | Subaru Impreza WRC          | Colin McRae                 | Ford Focus WRC              | Tommi Mäkinen               | Mitsubishi Lancer           |
| 2002                        | Marcus Grönholm             | Peugeot 206 WRC             | Petter Solberg              | Subaru Impreza WRC          | Carlos Sainz                | Ford Focus WRC              |
| 2003                        | Petter Solberg              | Subaru Impreza WRC          | Sébastien Loeb              | Citroën Xsara WRC           | Carlos Sainz                | Citroën Xsara WRC           |
| 2004                        | Sébastien Loeb              | Citroën Xsara WRC           | Petter Solberg              | Subaru Impreza WRC          | Markko Märtin               | Ford Focus WRC              |
| 2005                        | Sébastien Loeb              | Citroën Xsara WRC           | Petter Solberg              | Subaru Impreza WRC          | Marcus Grönholm             | Peugeot 307 WRC             |
| 2006                        | Sébastien Loeb              | Citroën Xsara WRC           | Marcus Grönholm             | Ford Focus WRC              | Mikko Hirvonen              | Ford Focus WRC              |
| 2007                        | Sébastien Loeb              | Citroën C4 WRC              | Marcus Grönholm             | Ford Focus WRC              | Mikko Hirvonen              | Ford Focus WRC              |
| 2008                        | Sébastien Loeb              | Citroën C4 WRC              | Mikko Hirvonen              | Ford Focus WRC              | Dani Sordo                  | Citroën C4 WRC              |
| 2009                        | Sébastien Loeb              | Citroën C4 WRC              | Mikko Hirvonen              | Ford Focus WRC              | Dani Sordo                  | Citroën C4 WRC              |
| 2010                        | Sébastien Loeb              | Citroën C4 WRC              | Jari-Matti Latvala          | Ford Focus WRC              | Petter Solberg              | Citroën C4 WRC              |
| 2011                        | Sébastien Loeb              | Citroën DS3 WRC             | Mikko Hirvonen              | Ford Fiesta RS WRC          | Sébastien Ogier             | Citroën DS3 WRC             |
| 2012                        | Sébastien Loeb              | Citroën DS3 WRC             | Mikko Hirvonen              | Citroën DS3 WRC             | Jari-Matti Latvala          | Ford Fiesta RS WRC          |
| 2013                        | Sébastien Ogier             | Volkswagen Polo R WRC       | Thierry Neuville            | Ford Fiesta RS WRC          | Jari-Matti Latvala          | Volkswagen Polo R WRC       |
| 2014                        | Sébastien Ogier             | Volkswagen Polo R WRC       | Jari-Matti Latvala          | Volkswagen Polo R WRC       | Andreas Mikkelsen           | Volkswagen Polo R WRC       |
| 2015                        | Sébastien Ogier             | Volkswagen Polo R WRC       | Jari-Matti Latvala          | Volkswagen Polo R WRC       | Andreas Mikkelsen           | Volkswagen Polo R WRC       |
| 2016                        | Sébastien Ogier             | Volkswagen Polo R WRC       | Thierry Neuville            | Hyundai i20 WRC             | Andreas Mikkelsen           | Volkswagen Polo R WRC       |
| 2017                        | Sébastien Ogier             | Ford Fiesta WRC             | Thierry Neuville            | Hyundai i20 Coupe WRC       | Ott Tänak                   | Ford Fiesta WRC             |
| 2018                        | Sébastien Ogier             | Ford Fiesta WRC             | Thierry Neuville            | Hyundai i20 Coupe WRC       | Ott Tänak                   | Toyota Yaris WRC            |
| 2019                        | Ott Tänak                   | Toyota Yaris WRC            | Thierry Neuville            | Hyundai i20 Coupe WRC       | Sébastien Ogier             | Citroën C3 WRC              |
| 2020                        | Sébastien Ogier             | Toyota Yaris WRC            | Elfyn Evans                 | Toyota Yaris WRC            | Ott Tänak                   | Hyundai i20 Coupe WRC       |
| 2021                        | Sébastien Ogier             | Toyota Yaris WRC            | Elfyn Evans                 | Toyota Yaris WRC            | Thierry Neuville            | Hyundai i20 Coupe WRC       |
| 2022                        | Kalle Rovanperä             | Toyota GR Yaris Rally1      | Ott Tänak                   | Hyundai i20 N Rally1        | Thierry Neuville            | Hyundai i20 N Rally1        |
| 2023                        | Kalle Rovanperä             | Toyota GR Yaris Rally1      | Elfyn Evans                 | Toyota GR Yaris Rally1      | Thierry Neuville            | Hyundai i20 N Rally1        |
| 2024                        | Thierry Neuville            | Hyundai i20 N Rally1        | Elfyn Evans                 | Toyota GR Yaris Rally1      | Ott Tänak                   | Hyundai i20 N Rally1        |

## Pilotos

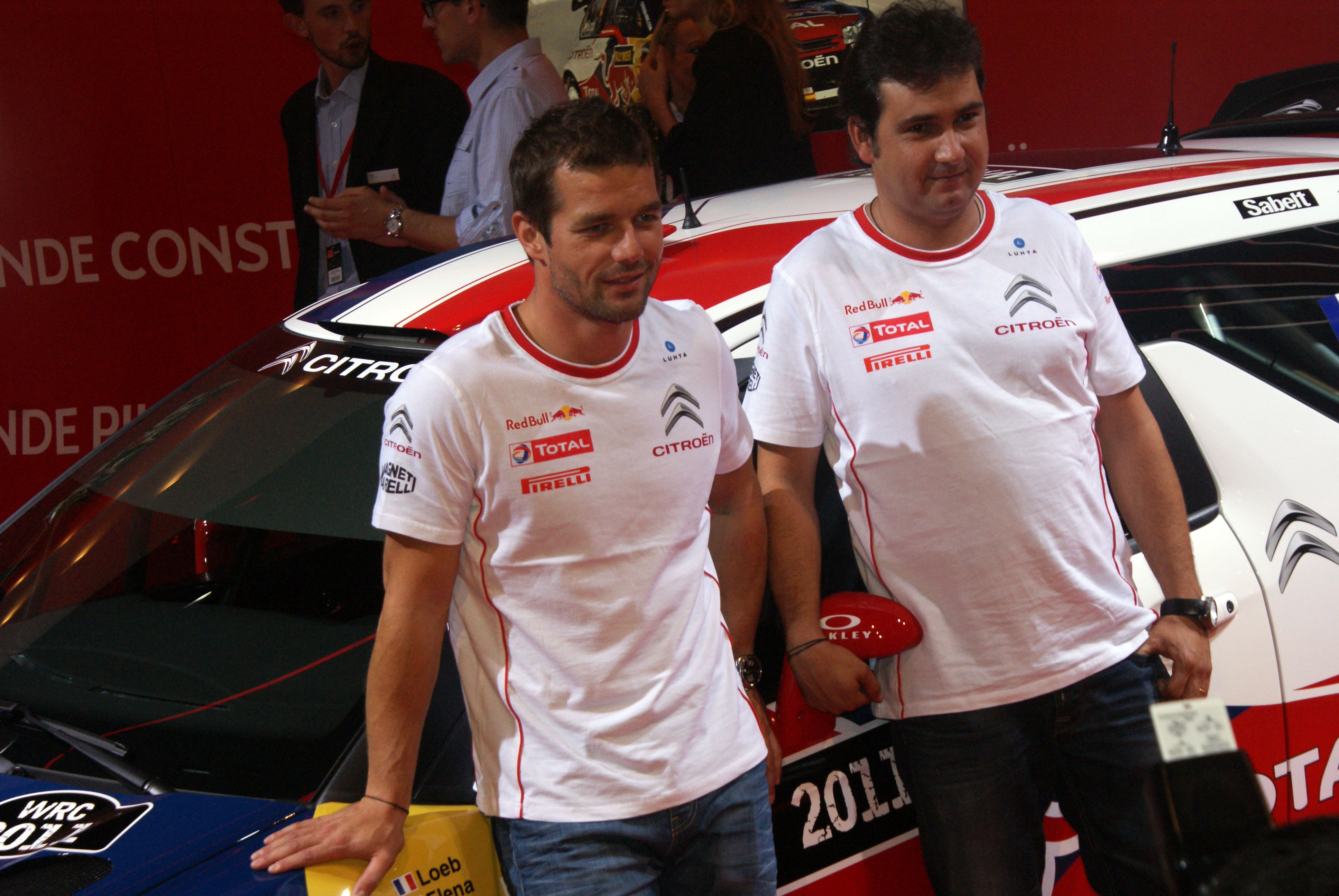
Sébastien Loeb y Daniel Elena representan la pareja con mayor palmarés en la historia del campeonato del mundo.

El piloto con mayor palmarés y que ostenta todos los récords, tanto en número de campeonatos, victorias, podios y tramos ganados es el francés Sébastien Loeb, con nueve títulos alcanzados y de manera consecutiva, setenta y siete victorias, ciento trece podios y 879 scratch. A continuación, le sigue Sebastian Ogier con 8 títulos. Varios escalones por debajo le siguen Juha Kankkunen y Tommi Mäkinen ambos con cuatro títulos, este último con una victoria más pero con menos podios y scratch que Kankkunen. Con dos títulos les siguen Walter Röhrl, Miki Biasion, Carlos Sainz, Marcus Grönholm y Kalle Rovanperä y con uno solo once pilotos: Björn Waldegård, Ari Vatanen, Hannu Mikkola, Stig Blomqvist, Timo Salonen, Didier Auriol, Colin McRae, Richard Burns, Petter Solberg, Ott Tänak y Thierry Neuville. Los pilotos con más participaciones son el español Carlos Sainz con 196, Petter Solberg con 188 y Sébastien Loeb con 165. Solo 21 pilotos han sobrepasado la barrera de los 100 rallies. El piloto privado con más pruebas es el austríaco Manfred Stohl con 126. Por el número de victorias, tras Loeb, se encuentran Marcus Grönholm con treinta, Carlos Sainz con veintiséis y Colin McRae con veinticinco. Solo siete pilotos han logrado sobrepasar el umbral de las veinte victorias y dieciocho el de las diez. Por podios tras Loeb, se encuentran Sainz con noventa y siete y Juha Kankkunen con setenta y cinco. En cuanto al número de tramos ganados (scratch) Loeb ha conseguido 879, Sainz 756 y Kankkunen 700.
Hay cinco que lograron seis podios sin haber logrado ninguna victoria. Sin haber subido nunca al podio destaca el finés Mikael Sundstrom con doce tramos ganados. Destacan también Sandro Munari y Markku Alén que ganaron la Copa FIA para pilotos de rally, copa antecesora del mundial de pilotos, que ganó por primera vez el sueco Björn Waldegård fue el primer piloto en ganar el campeonato mundial de pilotos.
Los primeros pilotos en ganar un tramo fueron Sandro Munari y Hannu Mikkola que marcaron el mismo crono en el primer tramo disputado, siendo este en el Rally de Montecarlo de 1973, primera prueba puntuable para el campeonato del mundo, y la primera persona que ganó una rally fue Jean-Claude Andruet que venció en dicha prueba.
Mención especial para Jean-Claude Lefebvre y Fabrizia Pons que son las únicas personas que han sumado puntos para el campeonato mundial como piloto y copiloto y para Carlos Reutemann y Kimi Räikkönen únicos pilotos de Fórmula 1 que han conseguido sumar puntos en el campeonato del mundo de rally, siendo Reutemann el único en haber subido al podio y Raikkonen en haber logrado puntos siendo campeón del mundo de F1.
| Piloto              | V  | P   | S   | Títulos                    | Copilotos |
| ------------------- | -- | --- | --- | -------------------------- | --- |
| Sébastien Loeb      | 80 | 120 | 941 | 9 (2004-2012)              | Daniel Elena, Isabelle Galmiche |
| Sébastien Ogier     | 58 | 99  | 700 | 8 (2013-2018, 2020-2021)   | Julien Ingrassia, Benjamin Veillas, Vincent Landais                                                                                         |
| Marcus Grönholm     | 30 | 61  | 542 | 2 (2000, 2002)             | Timo Rautiainen |
| Carlos Sainz        | 26 | 97  | 756 | 2 (1990, 1992)             | Luis Moya, Marc Martí |
| Colin McRae         | 25 | 42  | 477 | 1 (1995)                   | Derek Ringer, Nicky Grist |
| Tommi Mäkinen       | 24 | 45  | 362 | 4 (1996-1999)              | Risto Mannisenmaki, Seppo Harjanne, Juha Repo, Kaj Lindstrom                                                                                |
| Juha Kankkunen      | 23 | 75  | 700 | 4 (1986, 1987, 1991, 1993) | Fred Gallagher, Juha Piironen |
| Thierry Neuville    | 21 | 69  | 373 | 1 (2024)                   | Nicolas Klinger, Nicolas Gilsoul, Martijn Wydaeghe                                                                                          |
| Ott Tänak           | 21 | 46  | 356 | 1 (2019)                   | Kristo Kraag, Kuldar Sikk, Raigo Mõlder, Martin Järveoja                                                                                    |
| Didier Auriol       | 20 | 53  | 554 | 1 (1994)                   | Denis Giraudet |
| Markku Alén         | 19 | 56  | 801 | 1 (1978)                   | Ilkka Kivimäki |
| Hannu Mikkola       | 18 | 44  | 654 | 1 (1983)                   | Jean Todt, Arne Hertz |
| Jari-Matti Latvala  | 18 | 65  | 522 | 0                          | Miikka Anttila |
| Miki Biasion        | 17 | 40  | 373 | 2 (1988, 1989)             | Tiziano Siviero |
| Björn Waldegård     | 16 | 35  | 290 | 1 (1979)                   | Hans Thorszelius |
| Mikko Hirvonen      | 15 | 61  | 243 | 0                          | Jarmo Lehtinen |
| Walter Röhrl        | 14 | 31  | 439 | 2 (1980, 1982)             | Christian Geistdörfer |
| Petter Solberg      | 13 | 52  | 456 | 1 (2003)                   | Phil Mills, Chris Patterson |
| Richard Burns       | 12 | 34  | 277 | 1 (2001)                   | Robert Reid |
| Stig Blomqvist      | 11 | 33  | 486 | 1 (1984)                   | Bjorn Cederberg |
| Timo Salonen        | 11 | 24  | 257 | 1 (1985)                   | Seppo Harjanne, Voitto Silander |
| Kalle Rovanperä     | 11 | 21  | 169 | 2 (2022-2023)              | Jonne Halttunen |
| Elfyn Evans         | 11 | 31  | 155 | 0                          | Richard Edwards, Andrew Edwards, Phil Pugh, Sebastian Marshall, Daniel Barritt, Giovanni Bernacchini, Craig Parry, Phil Mills, Scott Martin |
| Ari Vatanen         | 10 | 27  | 542 | 1 (1981)                   | David Richards |
| Sandro Munari       | 7  | 14  | 132 | 0                          | Mario Mannucci |
| Bernard Darniche    | 7  | 11  | 118 | 0                          | Alain Mahe |
| Gilles Panizzi      | 7  | 14  | 91  | 0                          | Hervé Panizzi |
| Kenneth Eriksson    | 6  | 21  | 489 | 0                          | Staffan Parmander |
| Markko Martin       | 5  | 18  | 207 | 0                          | Michael Park |
| Kris Meeke          | 5  | 13  | 94  | 0                          | David Senior, Chris Patterson, Paul Nagle, Seb Marshall                                                                                     |
| Jean-Pierre Nicolas | 5  | 13  | 32  | 0                          | Vincent Laverne |
| Shekhar Mehta       | 5  | 11  | 229 | 0                          | Yvonne Mehta |
| Jean-Luc Therier    | 5  | 10  | 42  | 0                          | Michel Vial |

## Equipos

### Equipos oficiales
| - Citroën World Rally Team (2001 - 2005, 2007 - 2012) - Volkswagen (2013 - ) - Ford World Rally Team (1997 - 2012) - Subaru World Rally Team (1986 - 2008) - Suzuki WRT (2007 - 2008) - Mitsubishi Ralliart WRT (1996 - 2005) - Peugeot Talbot Sport (1984 - 1986, 1999 - 2005) | - Škoda World Rally Team (1999 - 2005) - Hyundai World Rally Team (2000 - 2003, 2014 - ) - SEAT World Rally Team (1998 - 2000) - Toyota Castrol Team (1993 - 1999), Toyota Gazoo Racing (2017 - ) - Lancia Martini Racing (1973 - 1992) - Rothmans Rally Team (Opel, Porsche) (1982 - 1990) - Audi Sport (1982 - 1987) |

### Equipos privados
| - Citroën Junior Team - M-Sport Ford World Rally Team - Mini World Rally Team - Munchi's Ford World Rally Team - FERM Power Tools World Rally Team - Qatar World Rally Team - WRC Team Mini Portugal | - Petter Solberg World Rally Team (2009 - 2011) - Monster World Rally Team (2010 - 2011) - ICE1 Racing (2011) - OMV (2006 - 2007) - Kronos Citroën World Rally Team (2006) - Jolly Club (Fiat, Lancia) - Scuderia del Grifone (Lancia) |

## Calendario
El calendario del campeonato cambia cada año, dependiendo de la logística establecida por la FIA para la promoción del deporte, de la calidad de la organización y del terreno de competencia, de las facilidades otorgadas y de los costos de participación. Algunos eventos son considerados como permanentes, por su importancia dentro del campeonato. El Rally de Montecarlo lo fue hasta la temporada 2008; en 2009 pasó al Intercontinental Rally Challenge. Varias pruebas se ausentaron entre 1995 y 1996, puesto que fueron puntuables para la Copa del Mundo de 2 litros.
A partir del 2009 se intentó implementar un calendario rotativo consistente en 12 fechas por año donde los países que participan en un año no pueden participar al año siguiente. De esta forma, las carreras del calendario de 2009 tendrían nuevamente lugar en el año 2011, y en 2010 entrarían 12 carreras distintas. Con esto se buscaba dar mayor perspectiva al mundial y poder realizar competiciones en muchos más lugares. Sin embargo, esta política se abandonó y tres fechas de la temporada 2009 estuvieron presentes en 2010.
| - Rally de Alemania (2002-2008, 2010-2019) - Rally de Alsacia (2010-2014) - Rally de Argentina (1980, 1981, 1983-2009, 2011-2019) - Rally del Ártico (2021) - Rally de Australia (1989-2006, 2009, 2011, 2013-2018) - Rally de los Alpes Austríacos (1973) - Rally de Brasil (1981-1982) - Rally de Bulgaria (2010) - Rally de Córcega (1973-1995, 1997-2008, 2015-2019) - Rally de Cataluña (1991-1993, 1995-2019) - Rally de Cerdeña (2004-2009, 2011-2019) - Rally de Chile (2019, 2023-) - Rally de China (1999) - Rally de Chipre (2000-2006, 2009) - Rally de Costa de Marfil (1978-1992) - Rally de Croacia (2021-) - Rally de Estonia (2020-2021) - Rally de Europa Central (2023-) - Rally de Finlandia (1973-1994, 1996-2019) - Rally de Gales (1973-1995, 1997-2019) - Rally Acrópolis (1973-2009, 2011-2013) | - Rally de Indonesia (1996-1997) - Rally de Irlanda (2007, 2009) - Rally de Japón (2004-2008, 2010) - Rally de Jordania (2008, 2010, 2011) - Rally Liepāja (2024) - Rally de México (2004-2008, 2010-2019) - Rally de Marruecos (1973, 1975-1976) - Rally de Montecarlo (1973-1995, 1997-2008, 2012-2019) - Rally de Monza (2020-2021) - Rally de Noruega (2007, 2009) - Rally de Nueva Zelanda (1977, 1979-1980, 1982-2008, 2010, 2012, 2022) - Rally Olympus (1986-1988) - Rally de Polonia (1973, 2009, 2014-2017, 2024) - Rally de Portugal (1973-2001, 2007, 2009-2019) - Rally Press-on-Regardless (1973-1974) - Rally de Quebec (1977-1979) - Rally de Rideau Lakes (1974) - Rally Safari (1973-2002, 2021) - Rally de San Remo (1973-1994, 1996-2003) - Rally de Suecia (1973-1993, 1995-2008, 2010-2019) - Rally de Turquía (2003-2008, 2010, 2018) - Rally de Ypres (2021-2022) |

## Campeonatos paralelos
Paralelamente al campeonato se celebran varios campeonatos:
El WRC 2,  nació en 2010 como Campeonato Mundial Super 2000 y en él compitieron vehículos de la categoría Super 2000. El español Xavier Pons fue el primer ganador. En 2013 fue sustituido por el WRC 2 y en él solo se permiten los vehículos R5, R4, N4 y S2000.
El WRC 3, nació en 1987 llamándose inicialmente Copa de Producción hasta que en 2002 adquirió el nombre Campeonato Mundial de Automóviles de Producción. En él participaban solo vehículos de la categoría Grupo N y desde 2013 fue sustituido por el WRC 3 que pasará a formar parte solo de vehículos de tracción delantera pertenecientes a las categorías R1, R2 y R3. El primer vencedor fue Alessandro Fiorio.
El Campeonato Mundial de Rally Junior, inició su andadura en 2001 llamándose el primer año Campeonato S1600. En él participan pilotos con una edad inferior de 28 años y en vehículos de la categoría Super 1600 o vehículos de tracción delantera que se adapten a la normativa siendo el primer ganador el francés Sébastien Loeb. En 2011 fue sustituido por la Academia WRC y en 2013 recuperó el nombre actual.
Otros campeonatos que se celebraron de manera paralela fueron el Campeonato de Grupo A, disputado en 1986, cuyo ganador fue el sueco Kenneth Eriksson, la Copa del Mundo de Rally de 2 Litros, disputada entre 1993 y 1999, y la Copa FIA para Equipos, entre 1999 y 2001, solo para equipos privados.